# Монастириська
Монастири́ська (також Монастирище у давніших, діаспорних та інших джерелах, Манастириська, Манастирища) — місто у Чортківському районі Тернопільської області. Відстань до Тернополя — 77 км.

## Назва
Первісна назва міста була Підгородне, потім Монастирище, поляки перейменували його в Monasterzyska. Назва міста вживається як іменник множини, а не прикметник жіночого роду: правильно казати «у Монастириськах», а не «у Монастириській».

## Географія

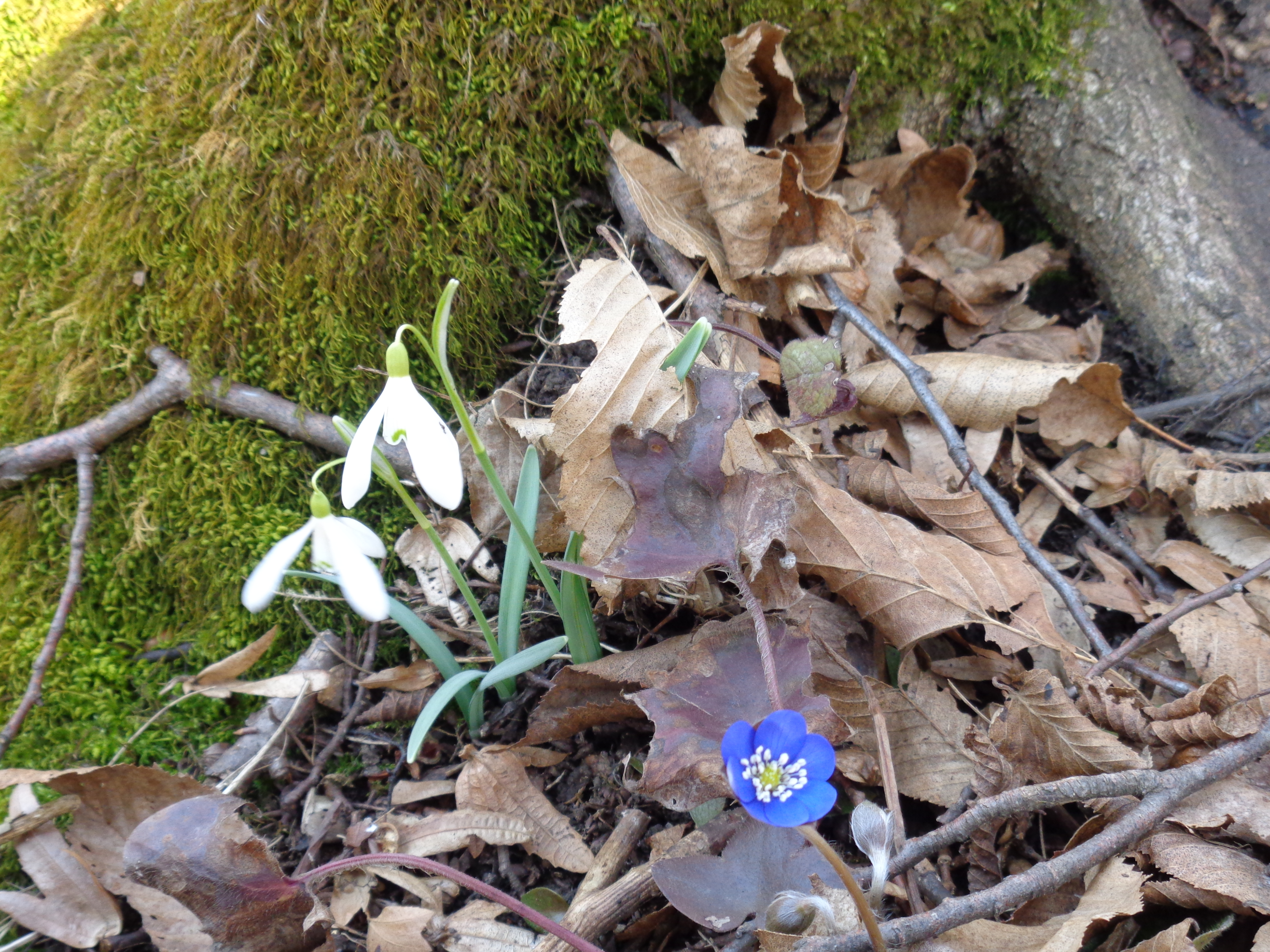
Підсніжник звичайний і підліски звичайні

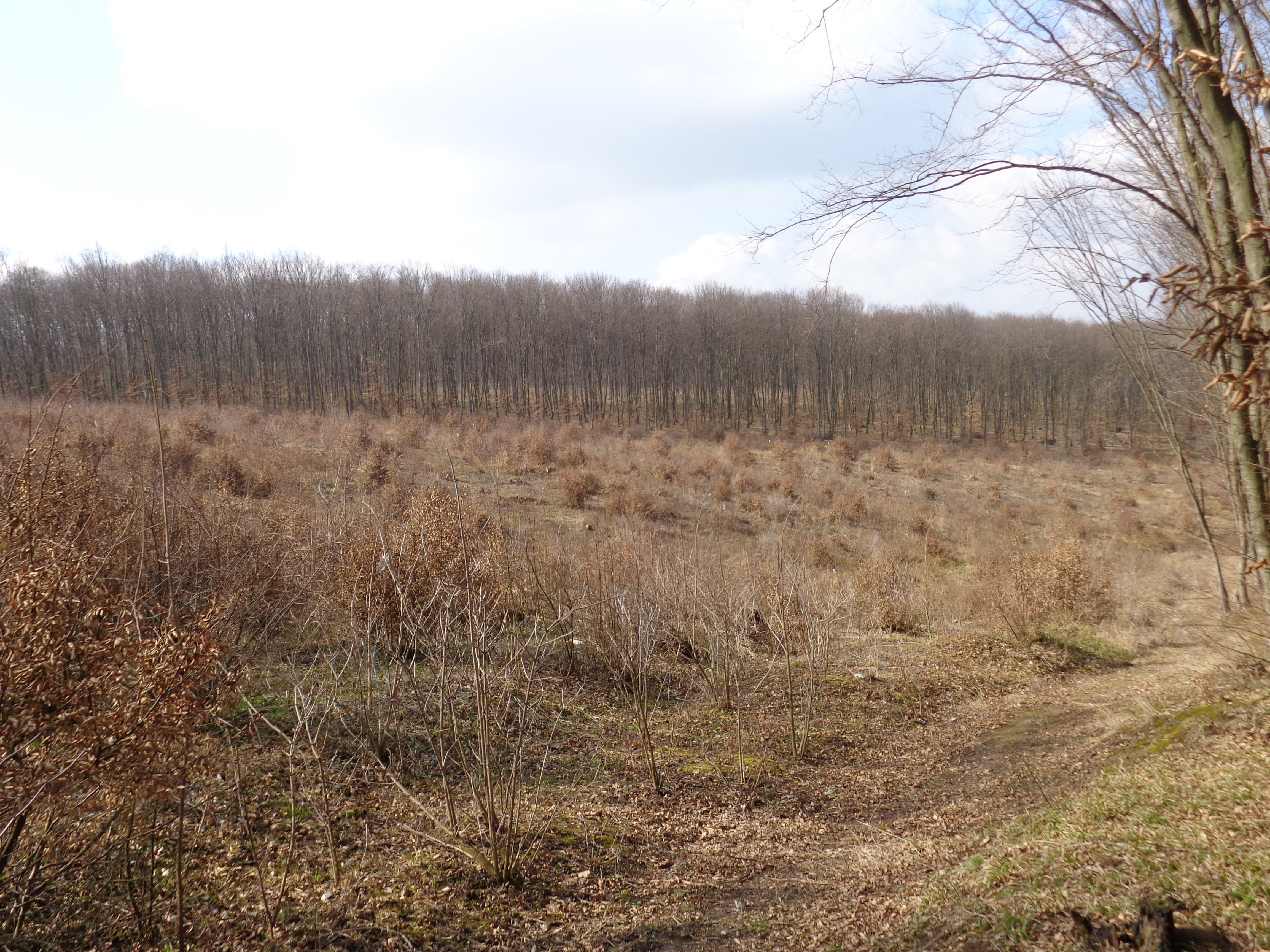
Вирубана ділянка лісу

Розташоване на берегах річки Коропець (притока Дністра), за 87 км від обласного центру і 18 км від найближчої залізничної станції (Бучач, залізничного сполучення немає).
Площа Монастириська — 521 га. Населення — 5618 осіб (01.01.2019).
Є пам'ятки природи місцевого значення — 2 ясени віком 160 і 210 років, мають діаметри 105 і 135 см. Розташовані на вул. Шевченка, 69, поряд із церквою Успіння Пресвятої Богородиці.
До 2018 — центр міської ради. Від 2018 року — центр Монастириської міської громади. До Монастириськ приєднано село Підгородне (раніше — Фільварки), хутори Березівка та Дубовиця.

### Клімат
Клімат помірно-континентальний. Середньорічна температура повітря +7,3ºС, безморозний період триває 160—165 днів. Опадів випадає 520—600 мм на рік. Сума температур, вищих від 10ºС, коливається віл 2500ºС до 2700ºС. Місто належить до району «теплого Поділля», де весна настає на два тижні раніше, ніж на решті території Тернопільської області.

### Ґрунти
Найпоширенішими ґрунтами є ясно-сірі опідзолені. Вони сформувалися на лесах і лесоподібних суглинках під лісовою рослинністю. Вміст гумусу невеликий — 1,3 %-1,8 %. Ці ґрунти мають кислу реакцію, тому для підвищення їхньої родючості необхідне вапнування, внесення органічних і мінеральних добрив.

## Історія

### Археологічні знахідки
Докладних даних про заснування міста немає. Археологічні розкопки свідчать, що його територія була заселена віддавна.
На околицях міста виявлено археологічні знахідки трипільської культури (IV—III тисячоліття до нашої ери) та бронзової доби (II тисячоліття до нашої ери). З часів Київської Русі на території Монастириської міської ради збереглися залишки валів трьох городищ.

### Походження міста
У давні часи на горі висотою 368 метрів стояв замок для захисту від кочової орди.
За легендою, у XIII столітті володарем замку був боярин Собко, що привіз після походу на половців воєнну здобич і половецьку князівну Атю, яка була надзвичайної вроди. Боярин покохав її та хотів одружитися, але дівчина відмовлялась, сумувала за рідним краєм і одної ночі втекла на Лису гору, де стала відьмою. Боярин з розпачу постригся в монахи, замок перебудував на монастир, а містечко перейменував в Монастирище. Під час другого татарського нападу монастир спалено і зруйновано, після чого він не відбудовувався.
Під монастирем, по обидва боки від річки, почали селитися люди, які ставали монастирськими, тобто залежними від нього. Нове поселення звали Підгороднє, тобто «під горою». Північно-західне передмістя Монастириська зберегло цю назву досі. Південне — Березівка — виникло пізніше. Його назва походить, імовірно, від березового гаю, що ріс на правому березі річки.
Місто добре розвивалось, бо лежало на перехресті Чорного шляху.

### Польський період

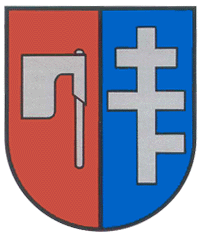
Герб Монастириськ із 1630 року (Пилява Потоцьких та Сокира)

Перша писемні згадки зустрічаються в документах 1433 та 1437 року як власність лицаря Сигізмунда. З 1454 по 1465 років Монастириська — власність Теодорика Бучацького-Язловецького, згодом — Міхала «Мужила» Бучацького, з 1468 р. ними володів Ян із Язловця, з 1478 року — Ян з Порохови. Польські джерела свідчать, що обидва імені належали одному чоловікові. Адам Бонецький стверджував, що у 1469 році найстарший син галицького каштеляна Яна Коли Ян-«старший» (?—1472) викупив від Язловецьких продане їм раніше Устя, а також набув Монастириська
У 1454 році згадується як місто з магдебурзьким правом, замком.
1490 р. селянські загони під проводом Мухи звільнили місто від поляків. У 1498 році 70 тисяч молдаван, турків під проводом молдавського господаря Штефана III спустошило околиці Галича, зокрема містечка Монастириська, Коропець.
Вікторин Сененський (або Ян Сененський після шлюбу з Анною Бучацькою, донькою Давида Бучацького) після шлюбу з А. Бучацькою, став власником (дідичем), збудував біля дороги на Бучач кам'яний замок. 1552 р. власником стає Ян Сененський (кальвініст, майбутній воєвода подільський, †бл. 1599 р.), отримує від короля Сигізмунда II Августа привілей на проведення щотижневих торгів у п'ятницю та щорічних ярмарків. 1557 р. королівським привілеєм додано торг на свято Воздвиження Чесного Хреста.
У 1578 році татари і турки, знову прийшовши на Галичину, взяли в облогу Монастириська. Деякий час захисники стримували їх натиск, ворогам вдалося захопити містечко; пограбувавши, вщент спалили, зруйнували його. Для покращення оборони в 1600 році завершилося спорудження замку. Місто позначене на мапі 1613 року (з помилковим розташуванням нижче за течією Дністра). У 1621 році Поділлям пройшлись татари, замок у Монастириськах зруйновано.
У жовтні 1629 року реєстрове козацтво та королівські жовніри під командуванням Грицька Чорного і Стефана Хмелецького (загальне командування руського воєводи Станіслава Любомирського) під Монастириськами розбили частину орди кримських татар, які із залишками великої здобичі поверталися після погрому у битві поблизу Конюшок та Бурштина.
Від 1630 року — власність Потоцьких, які перебудували замок під палац. Власниками міста були воєвода смоленський Александер Ян Потоцький, по його смерті 1714 року вдова Тереза з Тарлів, їх син, львівський каштелян граф Юзеф Потоцький.

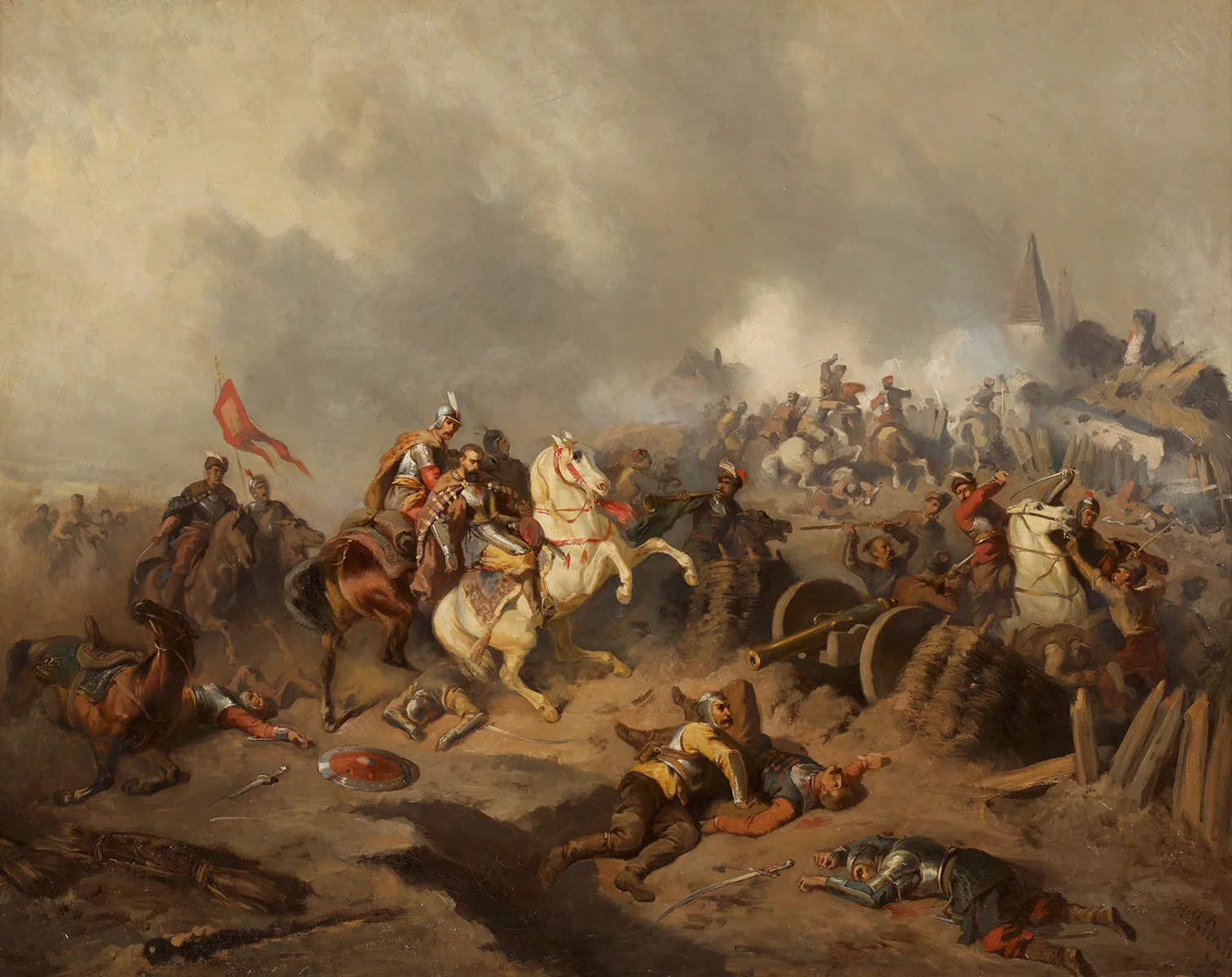
Битва під Монастирищем 1653 р.

Під час Національно-визвольної війни під проводом Богдана Хмельницького, навесні 1653 року, Стефан Чарнецький очолив каральний похід 8-тисячного війська на Брацлавщину, але, при облозі Монастирища (нині Черкаська область), зазнав поразки від козаків під проводом Івана Богуна. У 1655 році окремі козацькі загони проходили через Монастириська. З їх наближенням до містечка священик з Фільварок Швайка (Швайна) зібрав добровольців і підняв повстання проти польської влади, після якого отець-повстанець із загоном подався разом з козацькими військами. Владні ляхи жорстоко помстилися на місцевому населенні. З того часу за містечком залишилася могила полеглих, де щороку на Покрову проводилися богослужіння. На горбі при дорозі на Галич виднівся дерев'яний хрест. З приходом радянської влади могилу зруйновано.
1667 року відбулася битва під Підгайцями між військом Петра Дорошенка та Яна Собеського. В цей час було захоплено монастир у Монастириськах. 1672 року під час одного з нападів татарсько-турецьких військ і козаків на чолі з гетьманом П. Дорошенком спалено містечко Монастириська, зруйновано монастир, який більше не відбудовувався.

### Австрійський період

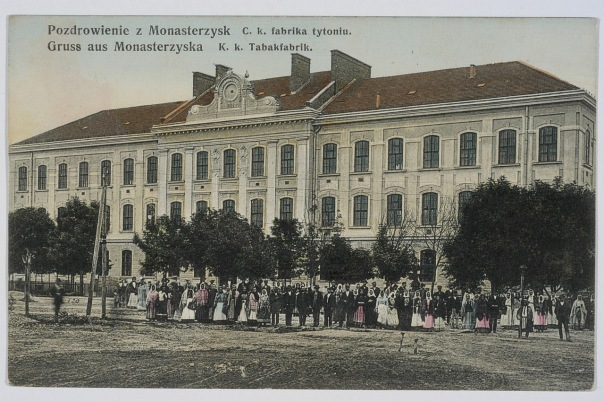
Тютюнова фабрика

Після першого поділу Речі Посполитої наприкінці 1773 року Монастириська стали центром одного з 13-ти дистриктів Галицького циркулу Королівства Галичини та Володимирії. 14 березня 1775 року Галицька придворна канцелярія затвердила проект від 11 жовтня 1774 року, за яким Галицький циркул з центром у Станіславові складався з 4-х дистриктів, Монастириський дистрикт скасовувався. 2 вересня 1780 року губернатор Галичини був зобов'язаний провести нову адмінреформу коронного краю. 22 березня 1782 року цісарева Марія-Терезія видала патент, за яким взагалі скасовувались дистрикти, створювалися 18 циркулів (округів).  — Монастириська і навколишні села ввійшли до складу Станіславського округу Габсбурзької імперії (з 1804 року — Австрійської імперії).
За власника міста італійського шляхтича Кароля Бако де Гетте споруджено Державну фабрику сигарет та тютюну (1797 р.) і фабрику паперу (1864—1914 роки).
12 січня 1806 року в місті взяли шлюб графиня Людвіка Потоцька (доньки Юзефа Макарія, 1789—2.IV.1874) та граф Ян Кароль Дідушицький (27.I.1774—12.II.1856, Голорусава).
Пйотр Стшижевський на чолі військового загону пронаполенівського Тернопільського ополчення оволодів містом у 1809 році, зокрема, перебував тут під час укладення Шенбруннського миру.
У 1848 році в місті створений осередок «Руської Ради». Протягом 1848—1851 років у Східній Галичині видавалася газета «Зоря Галицька», яку в Монастириськах поширював отець Михайло Сінгалевич. У містечку збудовано Народний дім, у якому діяла читальня «Просвіти», активними діячами якої були Володимир Сіменович та Олена Кисілевська, що заклали хор, драматичний гурток, влаштовували концерти, вистави тощо..
1867 р. місто приєднали до Бучацького повіту. 1875 року розробили проект створення трьох повітових судів з центрами в Бучачі, Золотому Потоці та Монастириськах
1884 рік — через місто пролягла залізниця Станіслав-Ярмолинці, що сприяла розвитку промисловості й торгівлі.
Наприкінці XIX ст. місто як посаг Потоцької (ім'я поки встановлюється) перейшло до шляхтича італійського походження Карло (Кароля) Бако де Гетте.
1903 р. внаслідок пожежі містечко зазнало значних пошкоджень, повністю згоріло, збереглася лише церква. Найбільше постраждали Фільварки та Березівка. Це спричинило відхід населення, економічне життя підупало.
З 1906 року в Монастириськах працював невеликий лісопильний завод і цегельня.
На загальних виборах до Австрійського парламенту 1907 року Монастириська ввійшли до 60 сільського змішаного округу (Бучач, Підгайці, Монастириська, Вишнівчик). Від цього округу депутатом став львівський адвокат д-р Генрик Ґабль, заступником — д-р Лонгин Цегельський.

### Перша світова війна
У 1914 році до лав УСС приєдналися монастирищани:
- Орест Подляшецький — отаман;
- Льонгин Горбачевський, Володимир Лазаревич, Адольф Кардаш — поручники;
- Євген Рибак — сотник;
- Сидор Горбачевський, Карло Івасечко — четарі;

Також Степан Вітошинський, Володимир Вовчук, Володимир Боцюрко, Норберт та Емануїл Рибаки, Іван Гладун, Григорій Било, Володимир Левицький, Роман Нагайло, Дмитро Надморський, Володимир Радловський, Ярослав Сіменович.
Під час Першої світової війни місто зазнало руйнувань, майже все населення евакуйоване.
Московити-окупанти перетворили будівлю «Народного Дому» на міську лазню («баню»).

### Західноукраїнська Народна Республіка

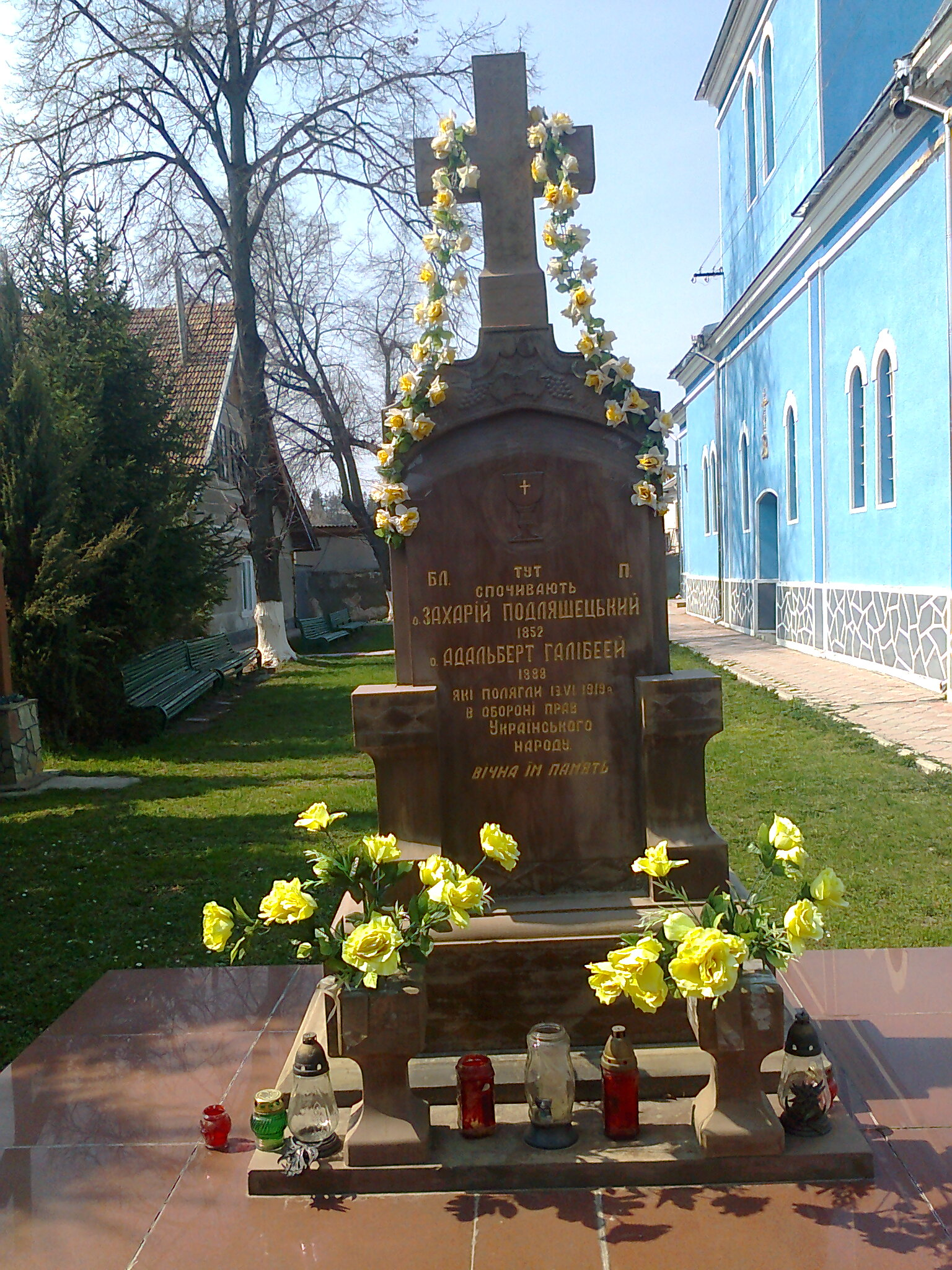
Могила о. Захарія Подляшецького та о. Юрія-Адальберта Галібея біля церкви Воздвиження Чесного Хреста.

У листопаді 1918 року в місті майже мирно встановилася влада ЗУНР і важливу роль у цьому відіграли поручник УСС Е. Рибак, стрілець УСС Норберт Рибак. Загони, зорганізовані в навколишніх селах, взяли під контроль найважливіші будівлі міста. Під час розброєння ешелонів на залізничній станції загинули Іван Боднарчук і Павло Слюсарчин з Ковалівки.
Під час виборів делегатів Української Народної Ради представниками Монастирищини були Ілля Максимів з Коропця і Михайло Плиска із Задарова. У 1919 році в I гуцульському курені II Коломийської бригади була єврейська чота, сформована із жителів Бучача і Монастириськ. Наприкінці травня 1919 року Монастириська захопила польська армія. До середини липня Монастирищина переходила з рук в руки, стала ареною жорстоких боїв. У цей час було жорстоко замордовано українських греко-католицьких священиків: старенького Захарія Подляшецького і сотрудника (помічника) Юрія-Адальберта Галібея, які поховані біля церкви Воздвиження Чесного Хреста. Ось як це згадує Норберт Рибак:
|  | Тортували їх нелюдсько, вирізали вуха, носи, пальці, виколювали очі, дерли живцем шкіру, парили кип'ятком. |

Місто звільнене від польських військ 13 червня 1919 року 11-ю Стрийською бригадою УГА III-го корпусу УГА під час Чортківської офензиви УГА.

### Другий Польський період
16 липня 1919 року поляки остаточно захопили Монастирищину.
1 липня 1926 року сільські гміни Фільварки і Березівка приєднані до міської гміни Монастириськ.
Завдяки Я. Лазаревичу, молодь містечка відбудувала Народний дім, у якому розміщувалися товариства «Рідна школа», «Український кооперативний банк», «Січ». Головою читальні був Адольф Кардаш, секретарем — адвокатський працівник Іван Аронець, що організував драматичний гурток, хор, яким керував Володимир Боцюрко.
У Монастириськах діячами Бучацької повітової філії «Просвіти» зроблено заходи для того, щоб створити просвітньо-організаційний осередок для судової округи Монастириськ. 18 червня 1924 р. відзначались 63-ті роковини смерті Т.Шевченка; після виконання гімну «Ще не вмерла Україна» на сцену вибіг комендант поліції (в цивільному), заборонив співати. Було арештовано голову читальні А. Кардаша, секретаря І. Аронця, диригента В. Боцюрка. Приїхав комісар поліції з Бучача, усно припинив діяльність читальні (діяла 30 літ). У 1928 році в містечку засновано філію товариства «Просвіта» (всі читальні з судового повіту (округу) Монастириська перейшли під її опіку). Першим головою філії був о. Л. Білинський, місцеголовою — професор Софрон Ласовський, секретарем — Н. Рибак. Організовано «Союз українок».
1936 року за допомогою студентів Норберт Рибак заснував філію українського товариства «Луг», при ньому — клуб копаного м'яча (тобто футбольний) «Степ», керівником якого був О. Івасечко; польська адміністрація організувала філію товариства «Стшелєц».
18 вересня 1939 року радянський 25-й танковий корпус своєю 1-ю механізованою бригадою о 16 годині зайняв Монастириська і взяв у полон близько 3600 польських військовослужбовців.. Після свого приходу в 1939 році червона влада заборонила діяльність партій та громадських організацій.
Від січня 1940 — райцентр (з грудня 1962 по грудень 1966 місто належало до Бучацького району).
29 січня 1941 року після річного періоду сумнівів Монастириська були визнані містом.

### Німецька окупація
4 липня 1941 року — початок гітлерівської окупації. У липні 1943 року поблизу міста проходило з'єднання Сидора Ковпака. 22 липня 1944 року Монастириська були відвойовані 30-ю стрілецькою дивізією 30-го стрілецького полку 1-ї гвардійської армії під командуванням генерал-полковника Андрія Гречка. Після відступу окупаційних військ німецька авіація бомбардувала місто і було вбито 176 осіб.

### Радянський період
У травні 1946 року відбувся матч між футбольними збірними Монастириськ та Бучача, перемогли гості 6:3.
Протягом 1962–1966 років територія Монастириського району належала до Бучацького району.
У 1965 році через реконструкцію стадіону в Бучачі місцева арена стала домашньою і для сусідів. Зокрема, влітку бучацькі футболісти, які перед цим серйозно підсилили склад, перемогли в Монастириськах команду з Бережан — на той час одну з найсильніших в області — 5:0.
11 липня 1965 року на місцевому стадіоні відбувся фінальний матч розіграшу Кубка Тернопільської області з футболу між командами «Колгоспник» (Бучач) — «Маяк» (Теребовля). З рахунком 4:2 перемогли футболісти з сусіднього Бучача (Ярослав Монюк — капітан).

### Український період
Від 1991 року Монастириська — у складі незалежної України. Є місцем проведення регулярного фестивалю «Дзвони Лемківщини», що проходить у перші вихідні серпня.

## Політика

### Парламентські вибори, 2019
На позачергових парламентських виборах 2019 року у місті функціонували 5 окремих виборчих дільниць № 610665–610668, 610716.
Результати
- зареєстровано 4254 виборці, явка 49,37%, найбільше голосів віддано за «Слугу народу» — 39,93%, за Всеукраїнське об'єднання «Батьківщина» — 13,18%, за «Голос» — 11,51%.[59] В одномандатному окрузі найбільше голосів отримав Микола Люшняк (самовисування) — 27,59%, за Ігоря Сопеля (Слуга народу) — 22,55%, за Аллу Стечишин (самовисування) — 13,16%[60].

## Населення

### Історичні дані

#### Дані переписів різних часів
Територія громади складала 34.17 км². У 1921 році було 864 помешкання, а в 1931 році — 1176.
У 1841 році в містечку проживало 913 українців:
- Монастириська — 221
- Березівка — 245
- Фільварки — 447

За переписом 1912 року в Монастириськах проживало 893 українці:
- Монастириська — 201
- Березівка — 190
- Фільварки — 592[62]

#### Національний склад до перепису 2001
| Рік  | Склад населення  | Число осіб | Частка у % від усього населення |
| ---- | ---------------- | ---------- | ------------------------------- |
| 1848 | українці         | 747        | 22                              |
| 1848 | поляки           | 408        | 12                              |
| 1848 | євреї            | 1310       | 38,6                            |
| 1848 | німці            | 850        | 25                              |
| 1848 | чехи             | 8          | 0,24                            |
| 1848 | румуни           | 2          | 0,06                            |
| 1848 | мадяри           | 4          | 0,12                            |
| 1848 | вірмени          | 2          | 0,06                            |
| 1848 | татари спольщені | 60         | 1,8                             |
| 1880 | українці         | 762        | 17,6                            |
| 1880 | поляки           | 1271       | 29,3                            |
| 1880 | євреї            | 2292       | 52,9                            |
| 1880 | інші             | 8          | 0,2                             |
| 1900 | українці         | 580        | 11,9                            |
| 1900 | поляки           | 1773       | 36,4                            |
| 1900 | євреї            | 2504       | 51,5                            |
| 1900 | інші             | 10         | 0,2                             |
| 1939 | українці         | 2400       | 30,2                            |
| 1939 | поляки           | 4000       | 50,3                            |
| 1939 | євреї            | 1550       | 19,5                            |

### Національний склад
Розподіл населення за національністю за даними перепису 2001 року:
| Національність  | Відсоток |
| --------------- | -------- |
| українці        | 98,87%   |
| росіяни         | 0,72%    |
| поляки          | 0,21%    |
| інші/не вказали | 0,20%    |

### Мова
Розподіл населення за рідною мовою за даними перепису 2001 року:
| Мова            | Чисельність, осіб | Відсоток |
| --------------- | ----------------- | -------- |
| Українська      | 6 229             | 99,24%   |
| Російська       | 39                | 0,62%    |
| Польська        | 3                 | 0,04%    |
| Білоруська      | 1                 | 0,02%    |
| Румунська       | 1                 | 0,02%    |
| Угорська        | 1                 | 0,02%    |
| Інші/Не вказали | 3                 | 0,04%    |
| Разом           | 6 277             | 100%     |

## Пам'ятки

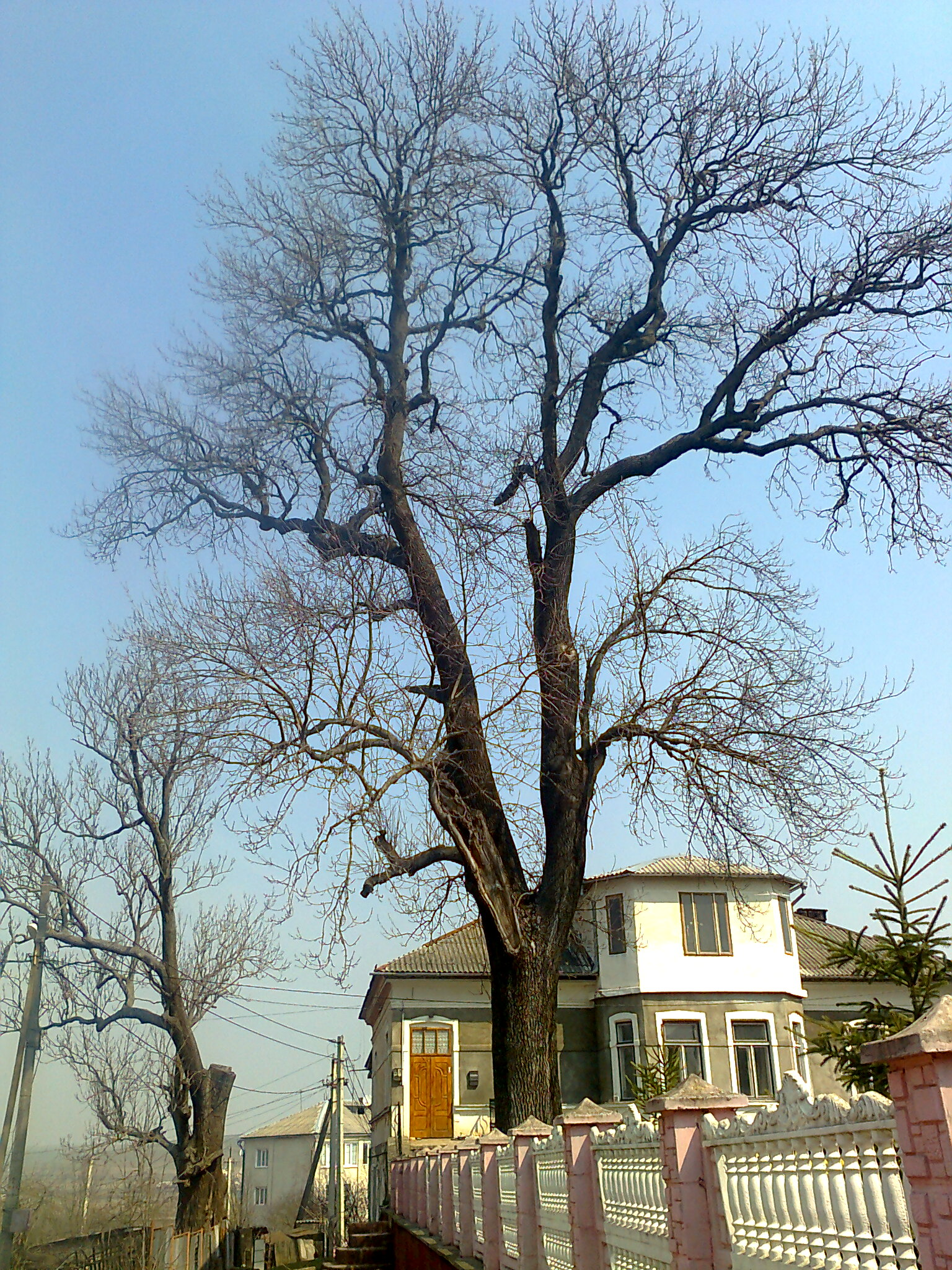
Монастириські ясени

### Природи
- Монастириські ясени — ботанічна пам'ятка природи місцевого значення.

### Архітектури

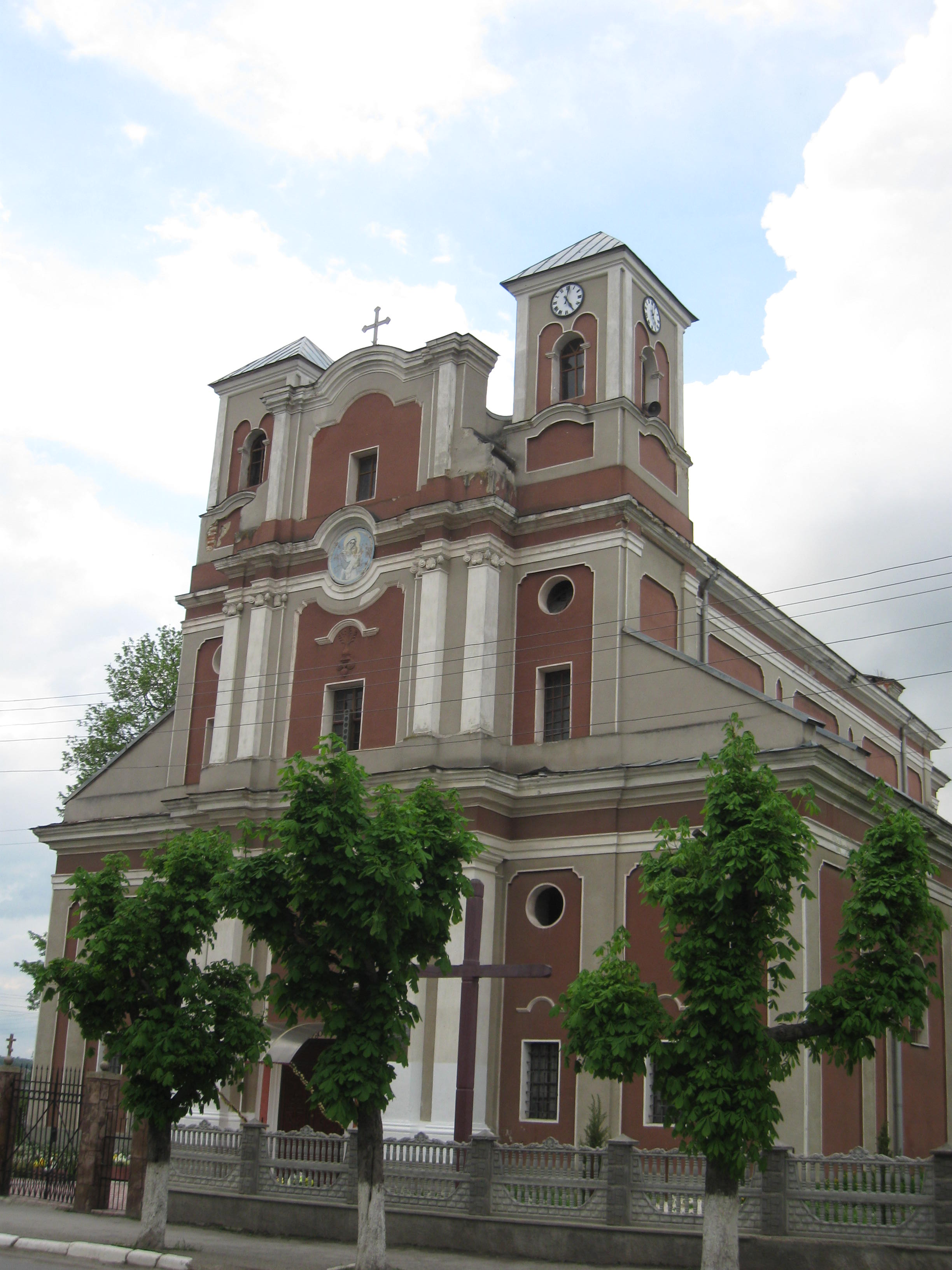
Церква Успіння Божої Матері (колишній костел)

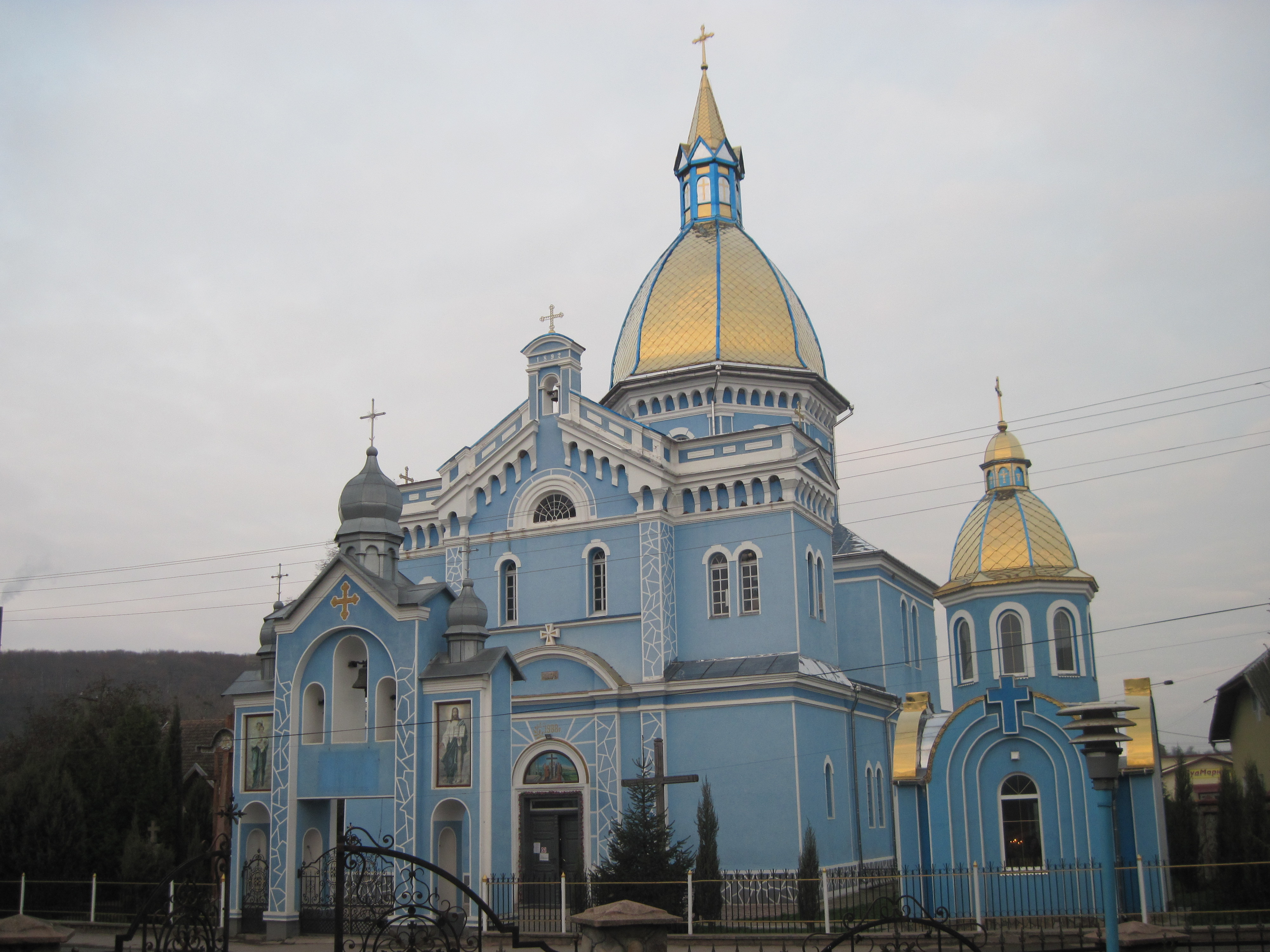
Церква Воздвиження Чесного Хреста

- церква Успіння Божої Матері (1751 р., мурована, колишнє приміщення костелу, скульптор Й.-Г. Пінзель)
- церква Введення в храм Пресвятої Богородиці (1873 р., дерев'яна)
- церква Воздвиження Чесного Хреста (1892 р., мурована, реставрована 1925 р.)
- 5 капличок (серед них каплиця-усипальниця Потоцьких)
- 3 «фігури» (скульптури) Матері Божої.
- Збереглося приміщення колишньої синагоги (1904 р.).

### Пам'ятники
- воїнам-землякам, полеглим у німецько-радянській війні (1951 р.);
- Тарасові Шевченку (1993 р., скульптор Ярослав Голець). Скульптура, постамент — тонований бетон. Скульптура — 4 м, постамент — 1 м.[68][69] Пам'ятка монументального мистецтва місцевого значення. Встановлений на вулиці Шевченка;
- Борцям за волю України (1996 р.);
- галерею державотворців (1997 р., скульптор Микола Невеселий).

Встановлено
- пам'ятний знак воякові УПА Й. Русаку (1993 р.);
- меморіальні таблиці:
  - на честь звільнення Монастириськ від гітлерівських окупантів;
  - громадсько-культурній діячці Олені Кисілевській.

## Некрополі

Братська могила радянських воїнів у міському парку Монастириськ

Є братські могили радянських воїнів на міському цвинтарі. У три ряди розміщено 23 могили невідомих воїнів, на яких встановлено надгробні плити.
У міському парку є братська могила радянських воїнів. На могилі пам'ятник — скульптура воїна на повний зріст на прямокутному постаменті східчастої форми (м. Монастириська, міський парк).
На міському цвинтарі є могила радянського воїна В. П. Краснікова, який загинув у 1958 році під час розмінуванні складу з боєприпасами. На могилі пам'ятник — обеліск пірамідальної форми.

## Вулиці Монастириськ
Наприкінці XIX — на початку XX століття Монастириська були частково занедбаним брудним провінціальним населеним пунктом. У дощову погоду тут неможливо було пройти, болото на вулицях стояло по коліна.
| №  | Теперішня назва        | Радянська назва      | Довоєнна назва        |
| -- | ---------------------- | -------------------- | --------------------- |
| 1  | вул. Бандери С.        | вул. Гагаріна Ю.     |                       |
| 2  | вул. Будівельника      |                      |                       |
| 3  | вул. В. Великого       | вул. Галана Я.       |                       |
| 4  | вул. Відродження       |                      |                       |
| 5  | вул. Галицька          |                      |                       |
| 6  | вул. Гнатюка В.        | вул. Чапаєва В.      |                       |
| 7  | вул. Горіхова          |                      |                       |
| 8  | вул. Горішня           | вул. Маяковського В. |                       |
| 9  | вул. Грушевського М.   | вул. Горького М.     |                       |
| 10 | вул. Добровідка        |                      |                       |
| 11 | вул. Долішня           | вул. Дворського      |                       |
| 12 | вул. Дорошенка         |                      |                       |
| 13 | пр. Затишний           |                      |                       |
| 14 | вул. Зелена            | вул. Галицька        |                       |
| 15 | вул. Злуки             |                      |                       |
| 16 | вул. Кисілевської О.   |                      |                       |
| 17 | вул. Коновальця Є.     | вул. Щорса М.        |                       |
| 18 | вул. Краснікова        |                      |                       |
| 19 | вул. Крушельницької С. |                      |                       |
| 20 | вул. Лесі Українки     |                      |                       |
| 21 | вул. Мазепи І.         | вул. Чехова А.       |                       |
| 22 | вул. Миру              |                      |                       |
| 23 | вул. Нова              |                      |                       |
| 24 | вул. Озерна            |                      |                       |
| 25 | вул. Павлюкевичів      |                      |                       |
| 26 | вул. Пекарська         |                      |                       |
| 27 | вул. Перемоги          | вул. Горького М.     |                       |
| 28 | вул. Петлюри С.        |                      |                       |
| 29 | вул. Підгородня        | вул. Мічуріна        |                       |
| 30 | вул. Сагайдачного П.   |                      |                       |
| 31 | вул. Садова            |                      |                       |
| 32 | вул. Січових Стрільців | вул. Радянська       |                       |
| 33 | вул. Сонячна           | вул. Горбуна         |                       |
| 34 | вул. Стецька Я.        |                      |                       |
| 35 | вул. Стуса В.          | вул. Воровського     |                       |
| 36 | вул. Тиха              |                      |                       |
| 37 | вул. Тичини П.         |                      |                       |
| 38 | вул. Франка І.         |                      |                       |
| 39 | вул. Хвильвого М.      | вул. Шевченка Т.     |                       |
| 40 | вул. Хмельницького Б.  |                      |                       |
| 41 | вул. Чорновола В.      |                      |                       |
| 42 | вул. Шевченка Т.       | вул. Леніна В.       | вул. Тадеуша Костюшка |
| 43 | вул. Шкільна           | вул. Шкільна         |                       |
| 44 | вул. Шухевича Р.       | вул. Першотравнева   |                       |

## Промисловість
Промислові підприємства:
- ВАТ «Українська тютюнова компанія» — виробництво сигарет[70]
- ВАТ «Монастириський молочний завод» — перероблення молока та виробництво сиру, оптова торгівля молочними продуктами, яйцями, олією, тваринним маслом та жирами, роздрібна торгівля в неспеціалізованих магазинах з перевагою продовольчого асортименту[71]
- ВАТ «Монастириське заводоуправління будівельних матеріалів» — виробництво будівельної цегли, облицювальної плитки, кахелю[72]
- ТОВ «Галичанка» — виробництво робочого одягу[73]
- ТОВ «Прогрес» — вирощування зернових та технічних культур, продукція: зерно, зернобобові, пшениця, ВРХ, молоко[74]

## Транспорт
Автомобільний транспорт

Знак при в'їзді в місто з боку Бучача

Через Монастириська пролягає автошлях Н18 Тернопіль — Івано-Франківськ, від міста пролягають автодороги: Т 2004 — через Підгайці до Бережан, дорога місцевого значення Монастириська — Дрищів (з'єднує місто з автодорогою Т 0903 Галич — Городок).
Залізничний транспорт
У 1884 році завершилось будівництво залізничної магістралі Хриплин — Нижнів — Монастириська — Бучач — Копичинці — Гусятин. У перших роках поїзд проїжджав через місто лише раз на день (Станіслав 10.00 — Бучач 14.39), а в 1914 році — вже три рази. У час відкриття лінії Станіслав — Бучач ціна квитка в 1885 році третього класу була 1 гульден і 20 крейцерів. Залізниця була одноколійною, її ширина становила 1435 мм. Після приходу радянської влади у 1939 році ширину колії змінили на 1520 мм. Планувалось створення другої колії на маршруті Проскурів — Ярмолинці — Копичинці — Біла (Чортківська) — Бучач — Монастириська — Нижнів — Станиславів, проте ця робота припинилась з початком Другої світової. Після приходу гітлерівських окупантів відбулась нова перешивка колій під європейський стандарт.
У 1944 році гітлерівська адміністрація при відступі завдала відчутних пошкоджень залізниці на ділянці Бучач — Монастириська — Хриплин. За допомогою спеціальних пристосувань, які тягнув локомотив, знищувались шпали і самі рейки. Колишня залізниця місцями (в селах Комарівка, Добромишль) проходить поруч з існуючою автодорогою Н18 (ділянка Монастириська — Івано-Франківськ). На фоні місцевості можна відрізнити цілі відрізки земляного насипу, колишні мости через річки, переїзди, підпірну стіну для запобігання зсуву ґрунту між селами Комарівка та Добромишль тощо. Цю дорогу можна відновити (існував план відновлення в 1991 р.), тоді Тернопіль зможе отримати коротший шлях до Карпат.

## Соціальна сфера
Освіта

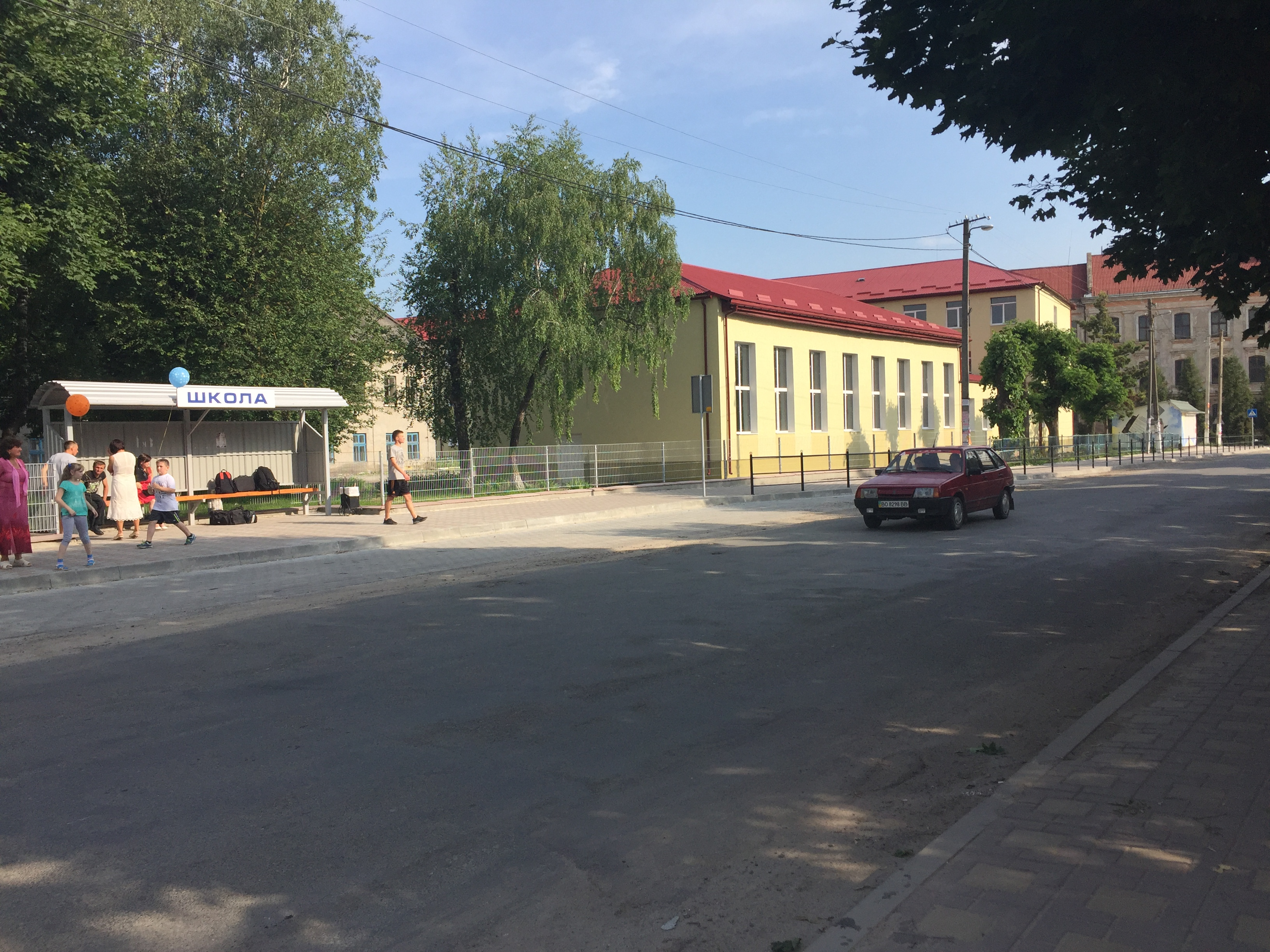
Школа

У 1812 році в Монастириськах працювала однокласна школа. Вчителем цієї школи був Станіслав Свенціцький. Навчання велося польською мовою. У школі вчили писати, читати, такі предмети як арифметика, географія, музика. У 1867 році тут розмістилася двокласна школа, вчителем якої був Еммануїл Добруцький. Від 1880-х років у Монастириськах діяла чотирикласна народна школа, де працювало 2 вчителів. У 1912 році відкрили польську шестикласну школу. В міжвоєнний період у містечку діяли семирічні чоловіча і жіноча школи, викладання в яких велося польською мовою. Жіноча школа розміщувалася в будинку, де тепер знаходиться районна бібліотека, чоловіча — в старому корпусі школи.
У 1939 році відкрита Монастириська ЗОШ I—III ступенів, яка почала функціонувати з 1946 року. З 1970 навчання проводиться в новому корпусі.
Заклади освіти:
- Монастириська ЗОШ I—III ступенів[75]
- дошкільний заклад «Казка»
- дошкільний заклад «Сонечко»
- Монастириська музична школа[76]
- Монастириська ДЮСШ, заснована у 1989 році, перший директор Анатолій Шаль, з 2000 року Марко Паньків. Власної спортивної бази не має. Для проведення навчально-тренувальних занять використовуються спортивні зали Монастириської та Коропецької загальноосвітніх шкіл, а також стадіони цих населених пунктів. Першими тренерами були (за сумісництвом) вчителі Монастириської ЗОШ К. П. Дидина (волейбол), І. Б. Дуда (футбол), І. М. Гончар (легка атлетика). Учні школи в 1999 році стали переможцями обласних змагань на призи «Шкіряний м'яч».[77]

Медицина
Наприкінці XIX — початку XX століття в місті поширювалися епідемічні захворювання. Причиною були брудні вулиці, які в дощову погоду перетворювалися на непрохідне болото, бідні люди жили під одним дахом з худобою. У 1890 році з тих, хто хворів інфекційними хворобами померло 21,9 %, у 1898 році в повіті з 5121 новонародженого померло 3478.
Заклади медицини:
- поліклініка
- лікарня

Культура

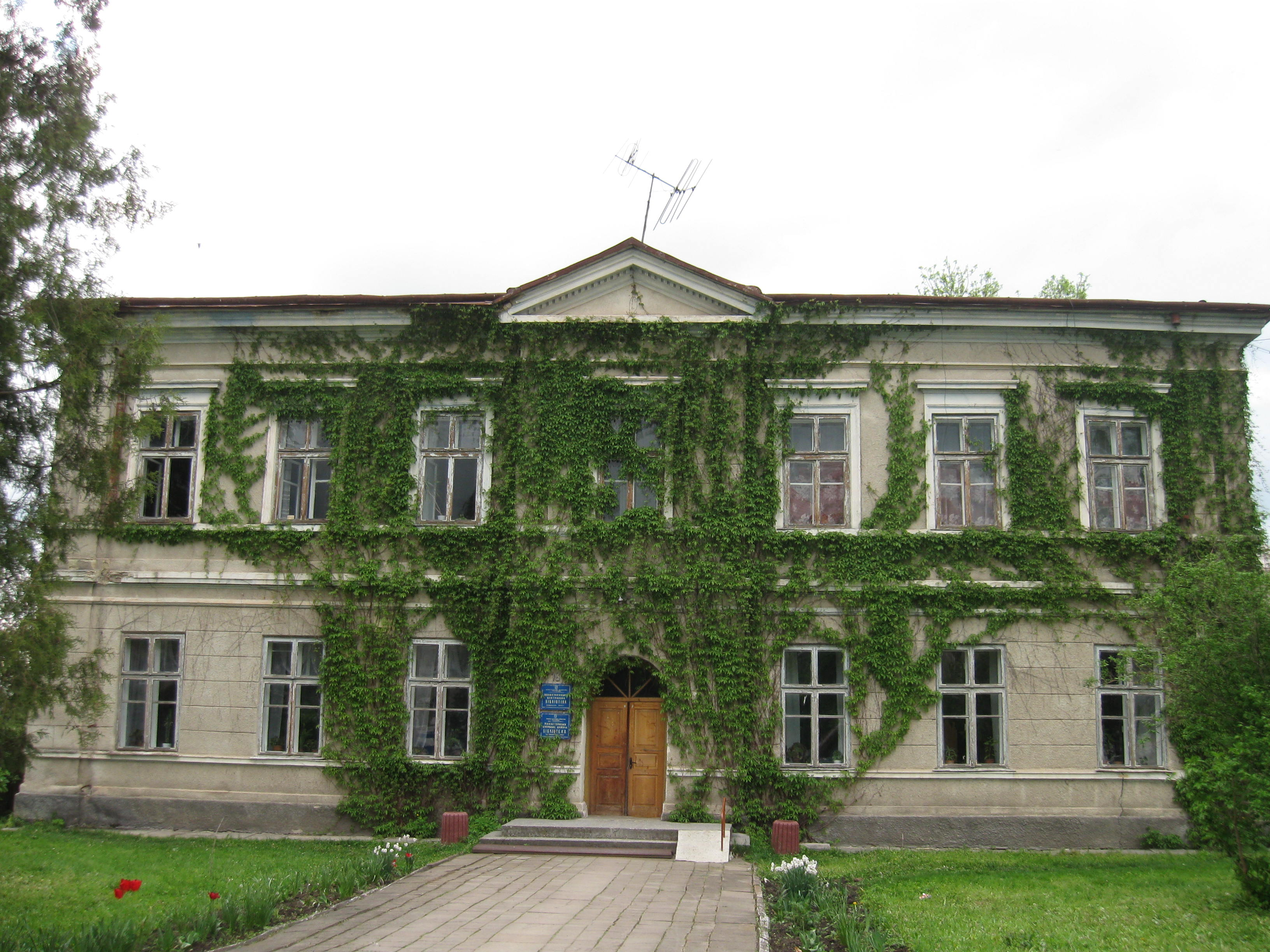
Районна бібліотека

Палац культури, Монастириська центральна районна бібліотека, центр дитячої творчості, музей лемківської культури (від 1996), кімната-музей О. Кисілевської.
Релігія
Традиції
Від 2001 у Монастириськах відбувається щорічний всеукраїнський фестиваль лемківської культури «Дзвони Лемківщини».

## Спорт

### Футбол
- Будівельник — чемпіон Тернопільської області 1976 року
- Колос — чемпіон Тернопільської області 1992 та 1992/93 років.[78]

## Засоби масової інформації

### Радіостанції
- «Говорять Монастириська» — районна комунальна радіостанція. Засновник — Монастириська районна рада. В ефірі — інформаційні, культурологічні, просвітницькі, розважальні програми та передачі для дітей. Веде мовлення на 1-му каналі проводової мережі за наступним графіком: понеділок — п'ятниця — 06:30-06:44; субота — неділя — 14:00-14:59.
- «Фест Забава» — музична онлайн-радіостанція. Веде мовлення за адресою fest-radio.monastyryska.com [Архівовано 20 квітня 2018 у Wayback Machine.] — перенаправлення на https://www.hugedomains.com/ [Архівовано 30 серпня 2000 у Wayback Machine.]. В ефірі — виключно україномовні пісні. Напрямок музики — фолк, автентика.

### Друковані періодичні видання
- «Вісті Придністров'я» — районна щотижнева громадсько-політична газета. Заснована у 1941 році. Керівник — Дичко Богдан Степанович. Тижневий тираж становить 1700 примірників. Мова видання — українська[79].

## Відомі особи

### Народилися
- журналіст, публіцист Михайло Баліцький
- вчений-юрист Микола Бараболяк
- Іларій Боцюрків — старшина УГА; підприємець та громадський діяч у Канаді[80]
- українська спортсменка Ірина Ванат
- співаки Роман Вітошинський, Мирослава Лазаркевич-Крук
- громадський діяч Лонгин Горбачевський
- інженер-ядерник Орест Гриневич
- письменниця, видавець, громадсько-культурна діячка Олена Кисілевська
- співак-аматор, громадський діяч Осип Кокіль
- актриси Ірина Коссак (Коссакова), М.-М. Лисяк
- музикант, акордеоніст і вокаліст гуртів «Гайдамаки», «Kozak System» Іван Леньо
- Денис Носаль (1995—2022) — український військовик, учасник російсько-української війни[81]
- український галицький громадський діяч (також в еміграції), диригент, вояк УГА, Дієвої Армії УНР Норберт Рибак
- граф, генерал бригади війська Польського, сенатор, таємний радник Антоні Потоцький[82]
- граф, генерал піхоти війська Польського, сенатор-воєвода Королівства Польського Станіслав Потоцький[83]
- художник В. Россовський
- польський поет, драматург, прозаїк і журналіст Станіслав Россовський
- інженер-механік, громадський діяч Анатолій Фігель
- економіст Т. Францішек
- Герой України Анатолій Француз
- єврейський письменник, байкар у Польщі Горацій (Гірш) Сафрін
- окружна провідниця ОУН Клавдія Чайківська (псевдо «Блискавка»).[84]
- українські художники-іконописці Теодор та Осип Сидоровичі.
- українська педагог, дослідниця народного і декоративно-ужиткового мистецтва Савина Сидорович.

### Проживали і проживають
- Джованні Батіста Феррарі — архітектор; 1886 року виготовив проект надбудови вежі костелу в Золотому Потоці[85]
- архітектор Степан Валевський
- різьбяр А. Фігель
- художник-аматор Павло Адам'як.

### Працювали
- отець Галібей Юрій-Адальберт[86]
- мистецтвознавець, краєзнавець Ігор Дуда
- скульптор Йоан Георгій Пінзель
- депутат ВР УРСР К. Гнатів
- викладач музичної школи у 1979—1980 роках[87] Петро Ґадз.
- ксьондз, громадський діяч, репресований Адам Врубель.[88]

### Перебували
- письменники Олесь Гончар, Андрій Малишко, Михайло Павлик, Іван Франко, Маркіян Шашкевич та ін.
- Митрополит Мефодій, предстоятель Української автокефальної православної церкви

### Почесні громадяни
- Михайло Цимбалюк[89]

### Дідичі
- Антоній Юзеф Лянцкоронський (1760—1830) — посол сеймів, член Народової комісії едукаційної, посідав маєтності Влодзіслав, Жванець, Ягільниця, Заклічин, Дембно, Ходорів, Комарно, Яворів[90], його онуком був Кароль Лянцкоронський[91].

### Мери міста
- Старух Андрій Олегович (нар. 22 липня 1980) — міський голова Монастириська з 25 травня 2014. У 2015—2016 рр.[92] був мобілізований на службу в ЗСУ, 14-та Володимир-Волинська механізована бригада, командир взводу, учасник бойових дій. Засновник «Центру наукових досліджень колоніального впливу» та ГО «Ветеранів АТО Монастирищини»[92].

## Цікаві факти
- Місто Монастириська можна побачити у кліпі гурту «Скрябін» — «Руїна» (альбом «Добряк»), а саме: кафе «Спокуса» (2:58), що поблизу автостанції, та школу (3:35)[93].

## Галерея

Пам'ятник Т. Г. Шевченку
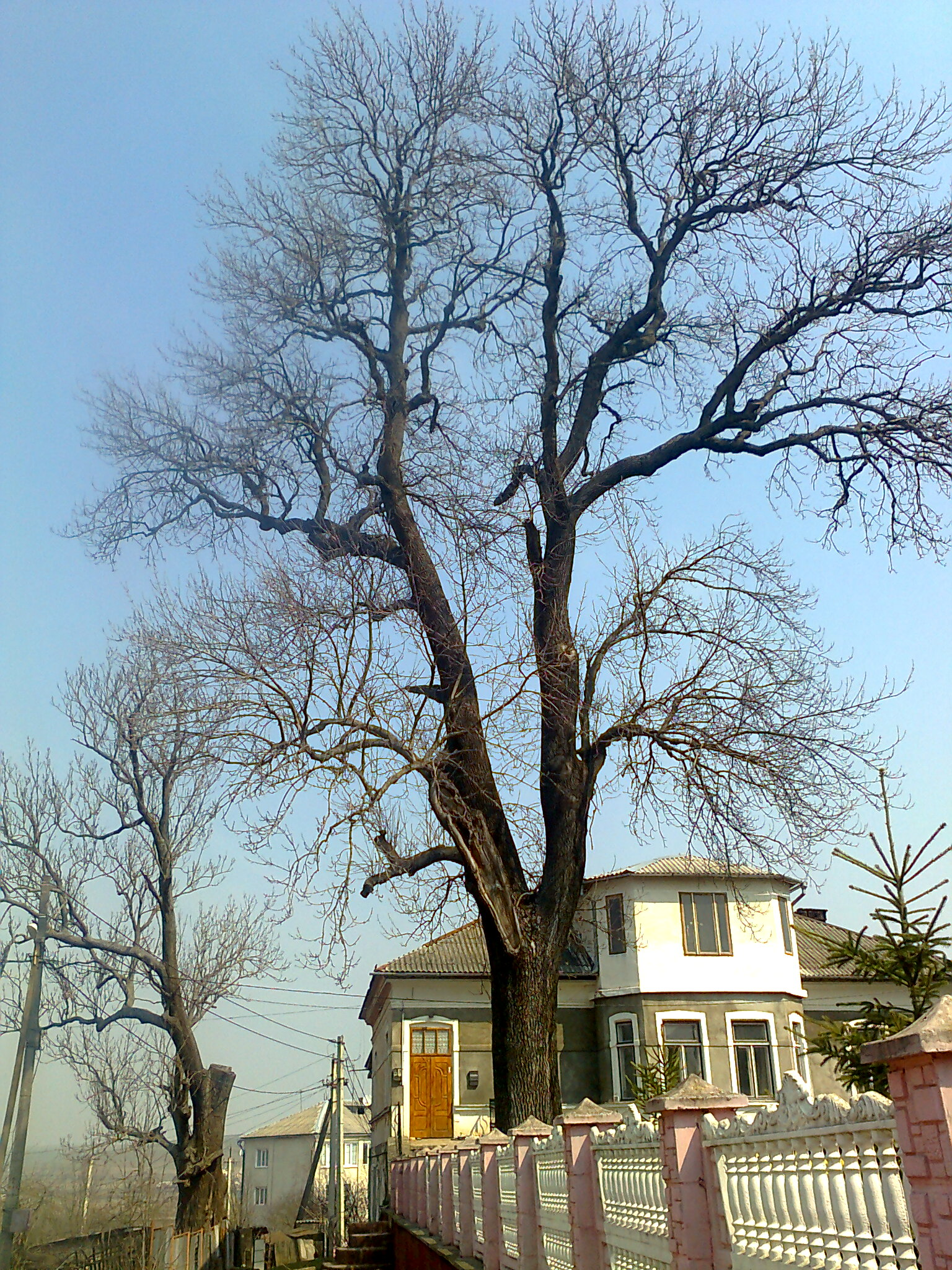
Монастириські ясени
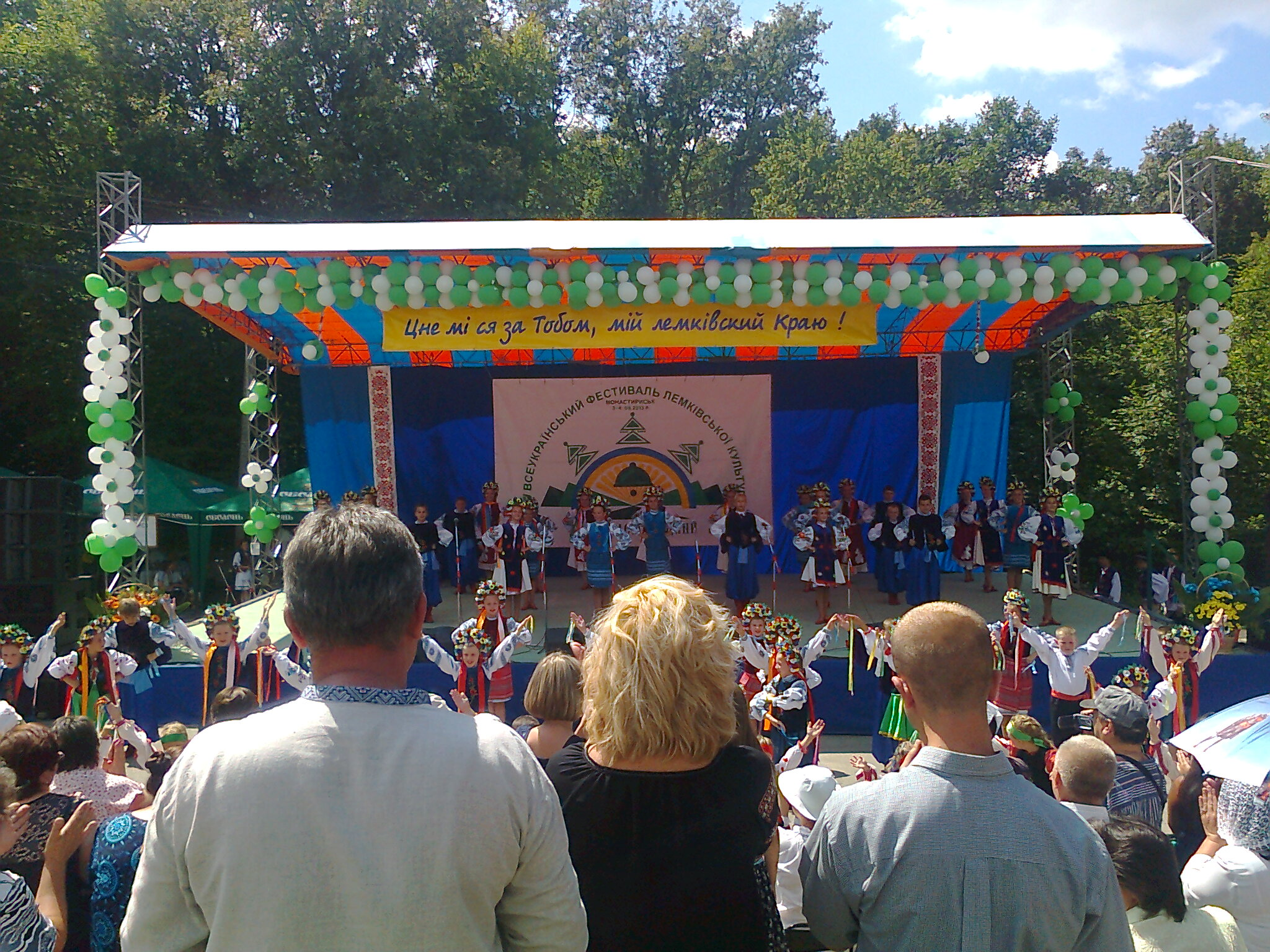
Фестиваль «Дзвони Лемківщини»
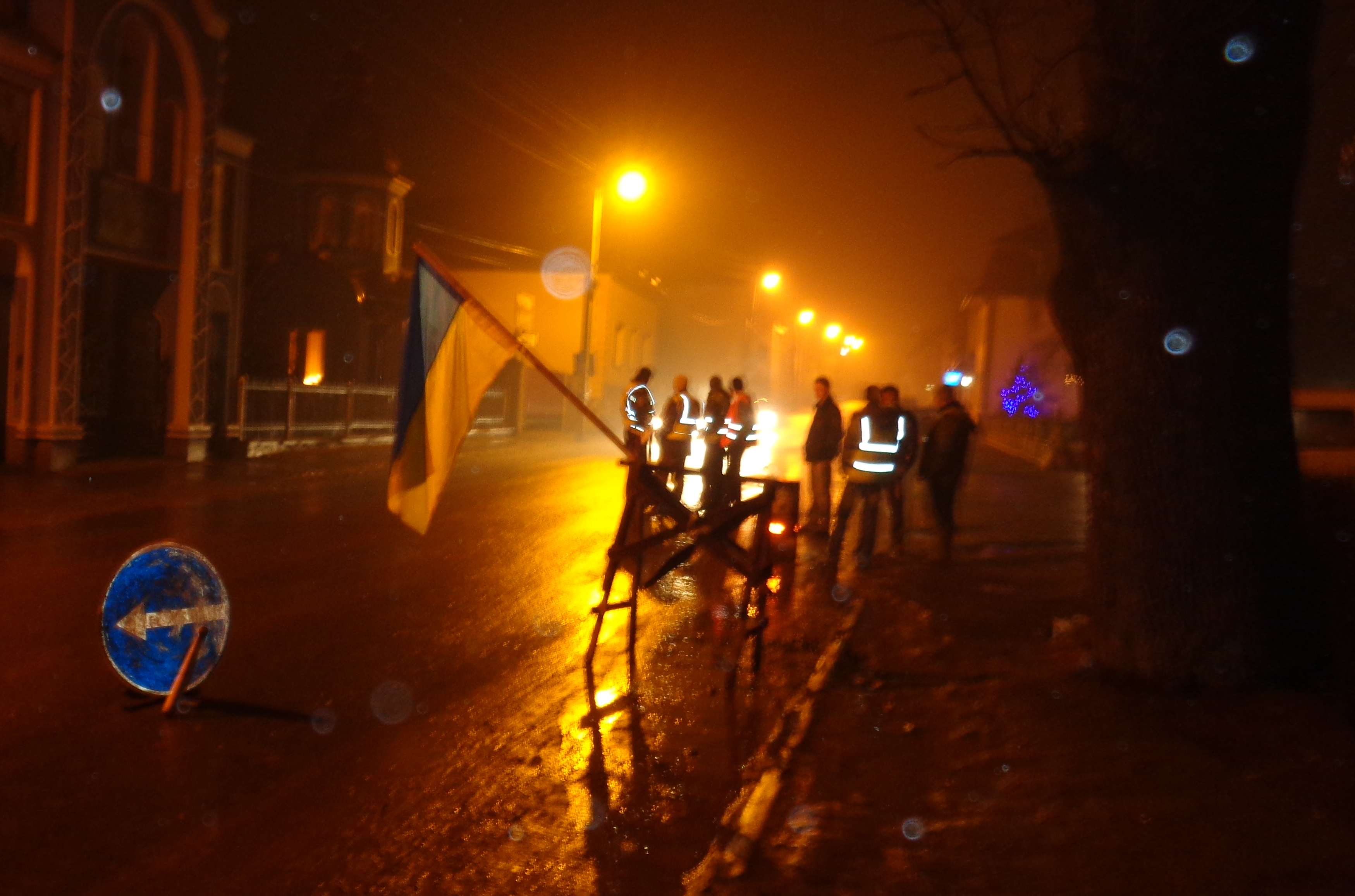
Пост Народної Самооборони 22 лютого 2014 року
Меморіал першим загиблим учасникам Євромайдану
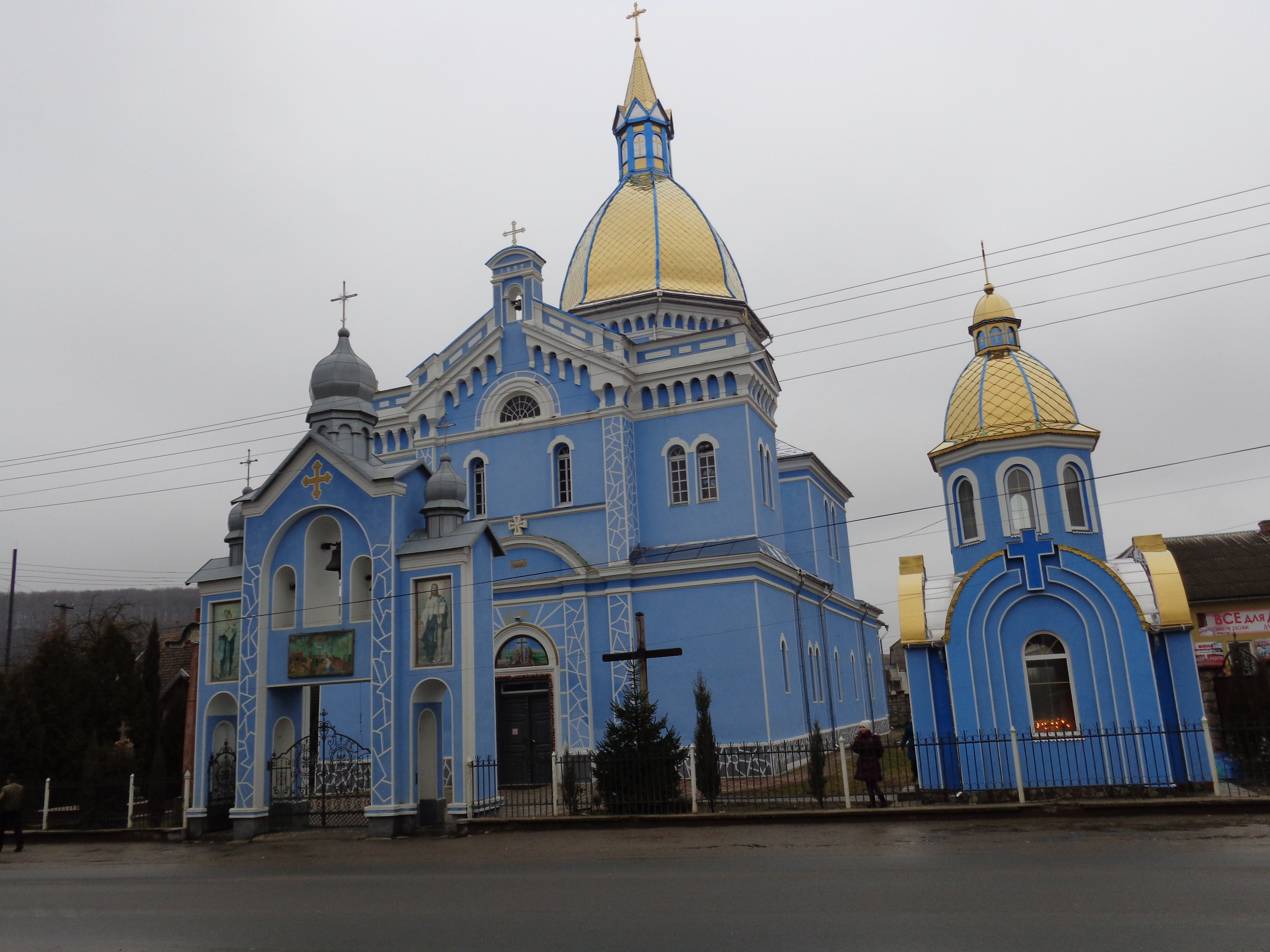
Церква Воздвиження Чесного Хреста
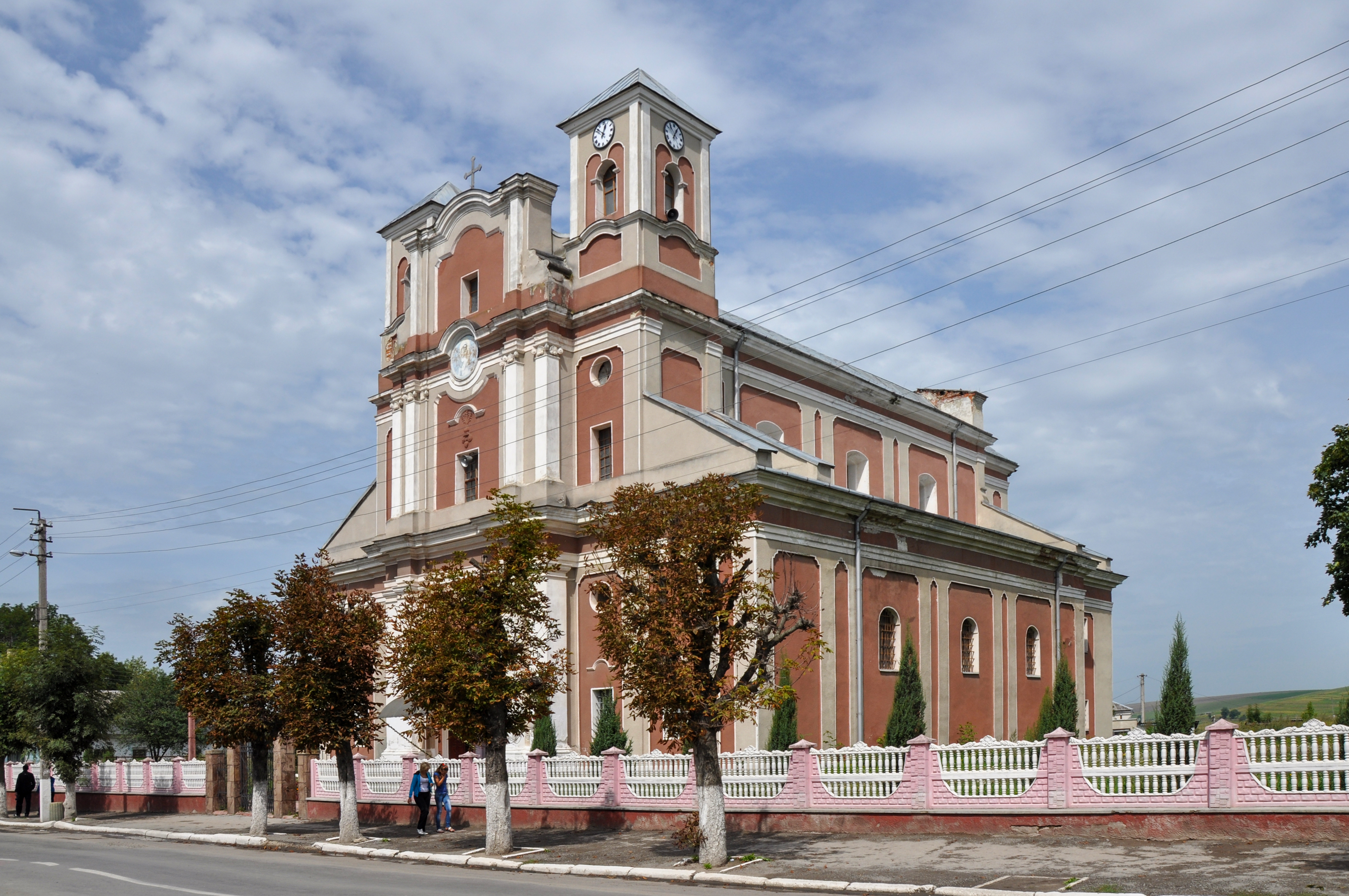
Церква Успіння Божої Матері (колишній костел, 1751 р.)
Монастириська міська рада
Статуя Матері Божої
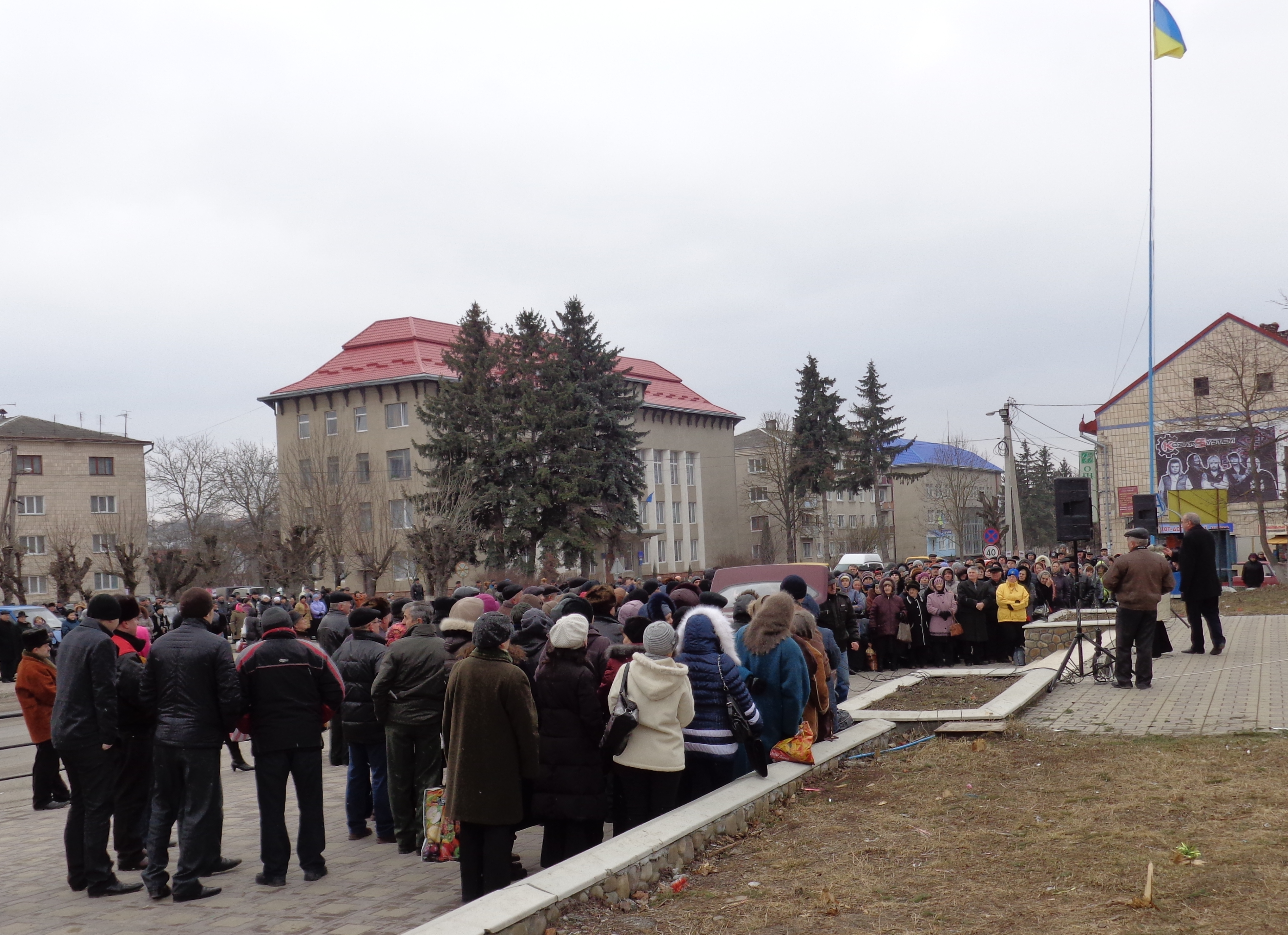
Народне Віче та відкрита сесія міської ради
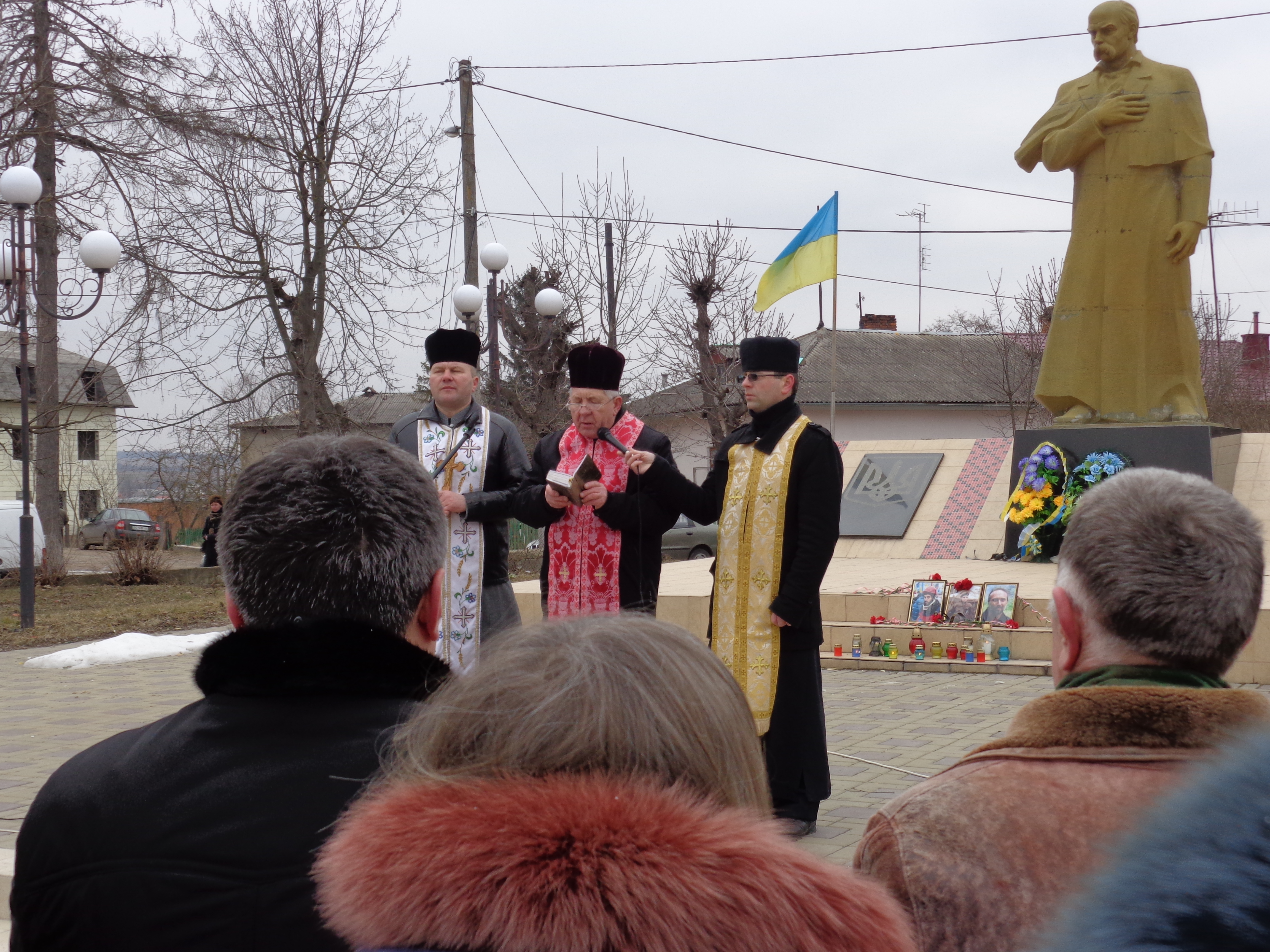
Молитва за Україну
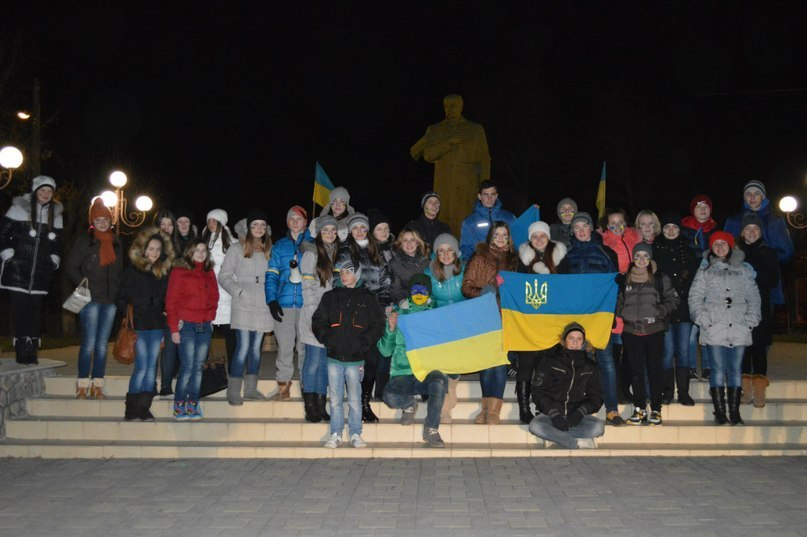
Євромайдан у Монастириськах (грудень 2013)
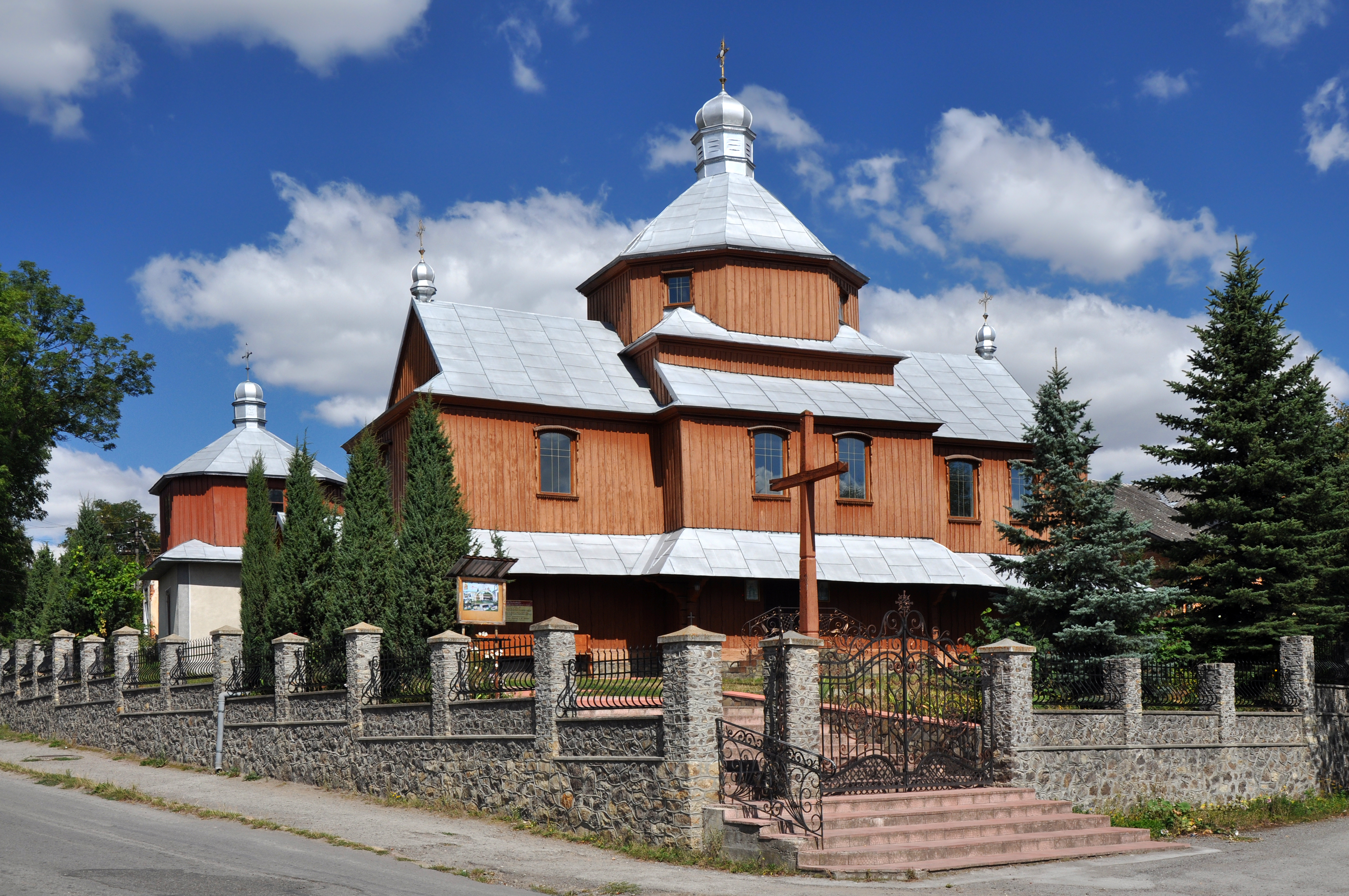
Дерев’яна церква
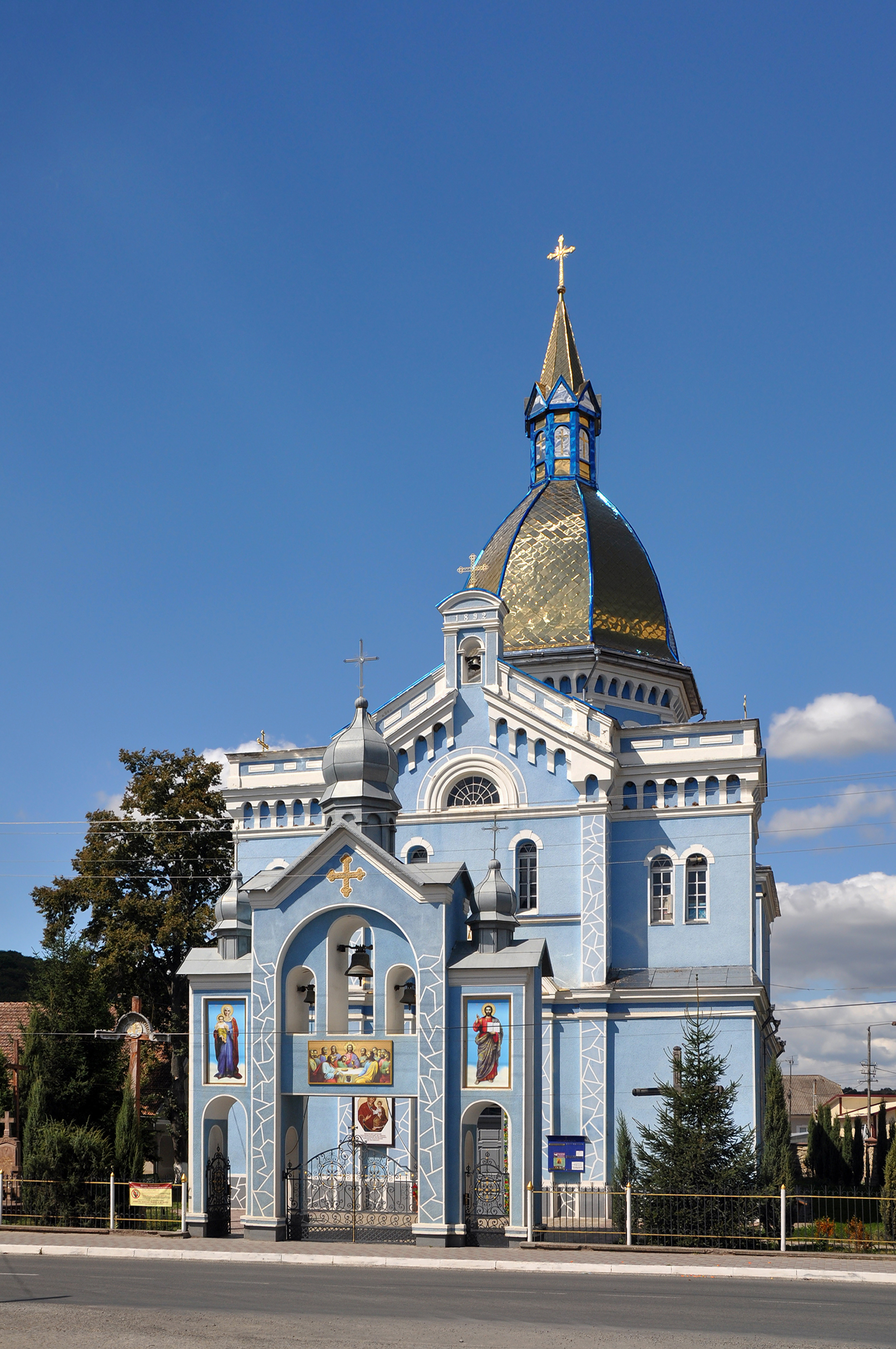
Церква Воздвиження Чесного Хреста
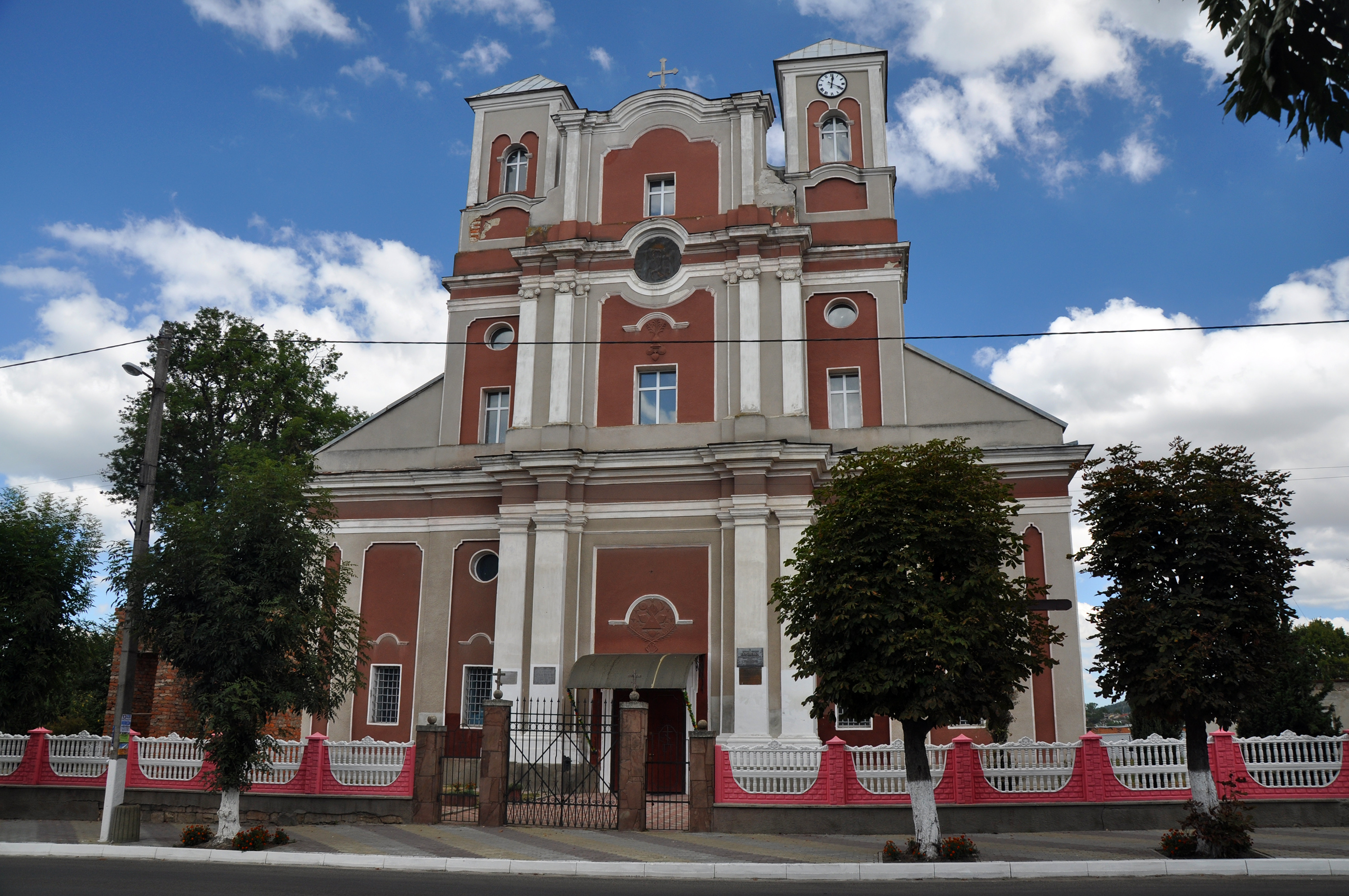
Колишній костел, тепер церква Успіння Божої Матері
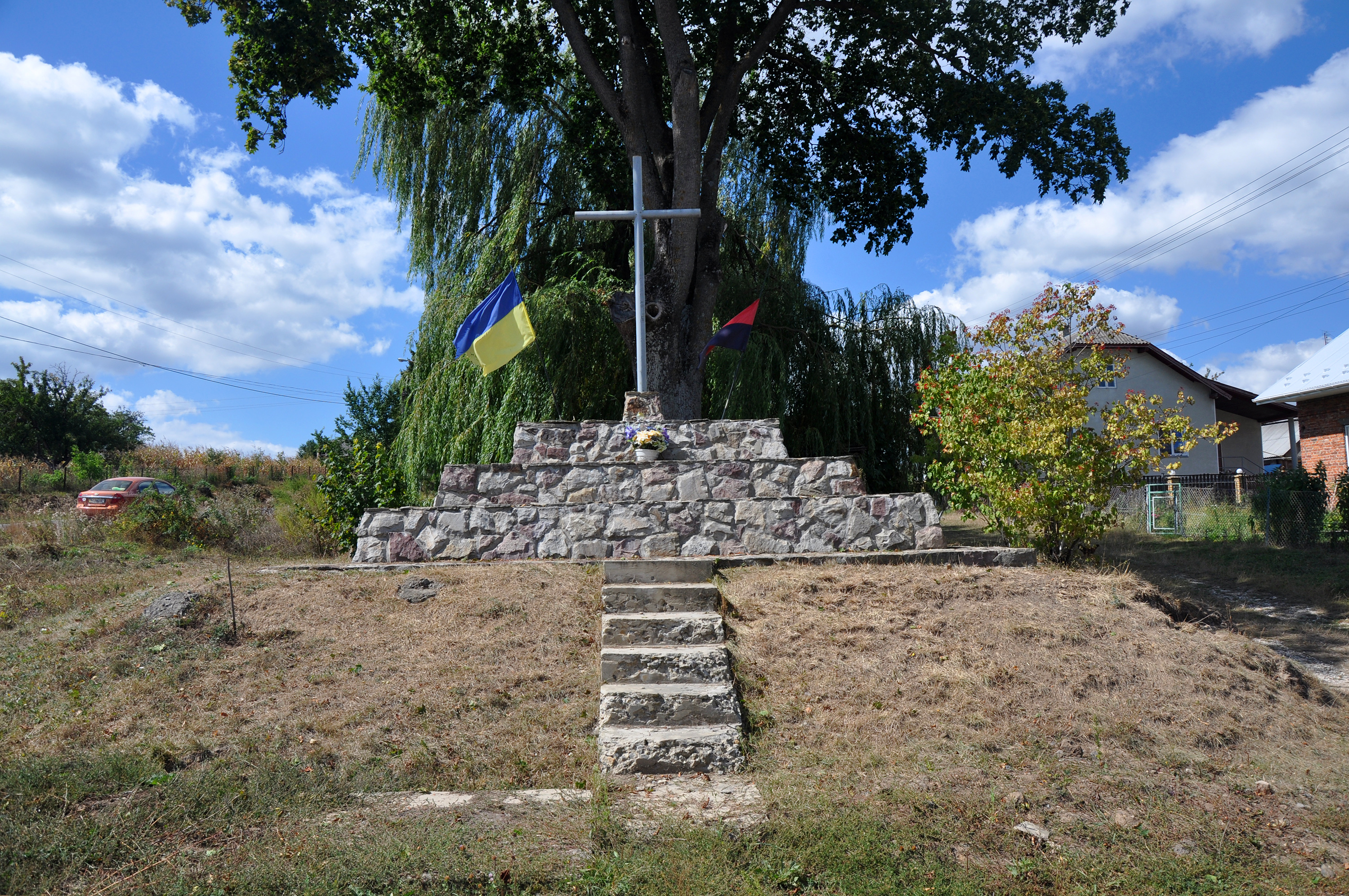
Братська могила Українських січових стрільців
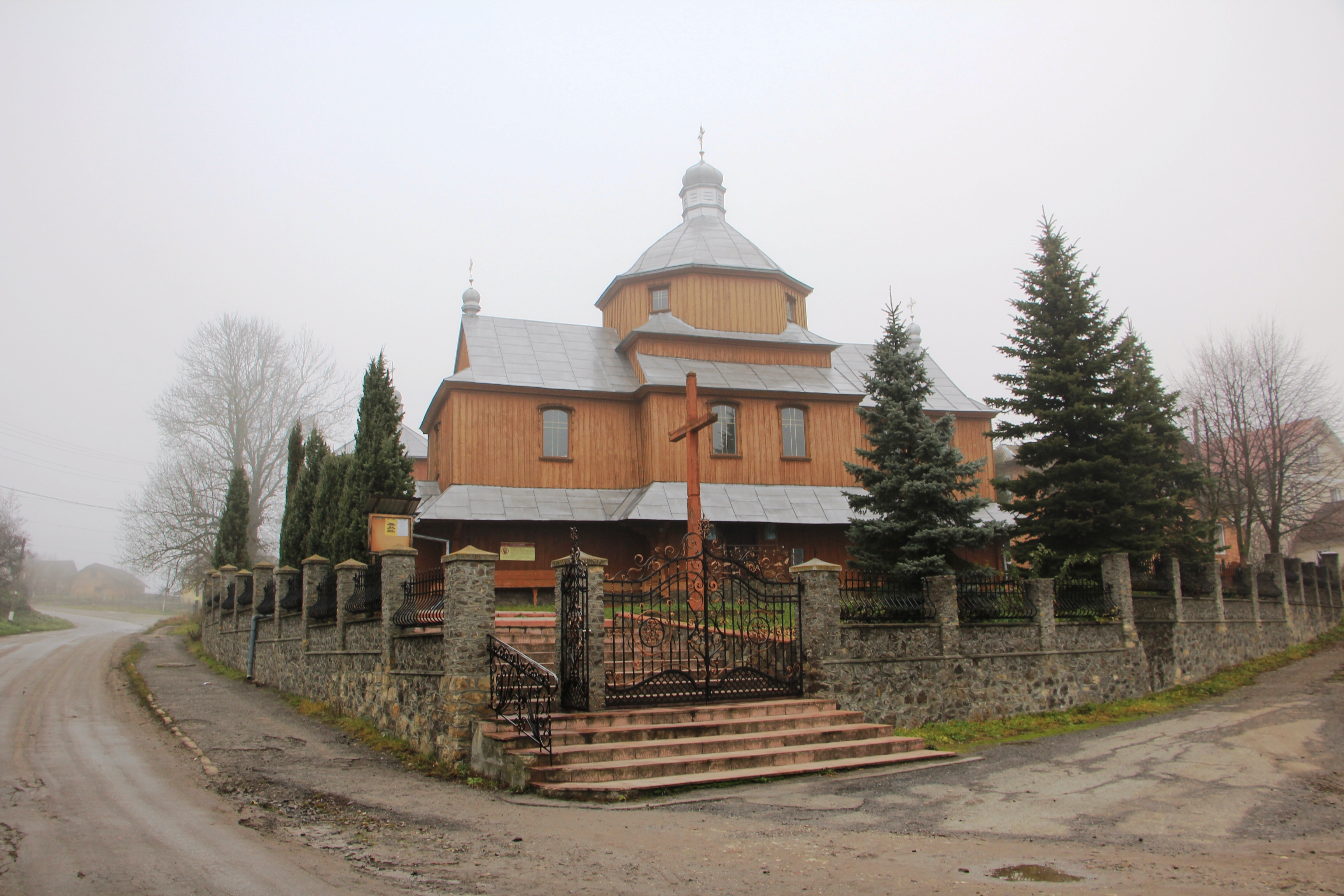
Церква Введення Пресвятої Діви Марії 1873
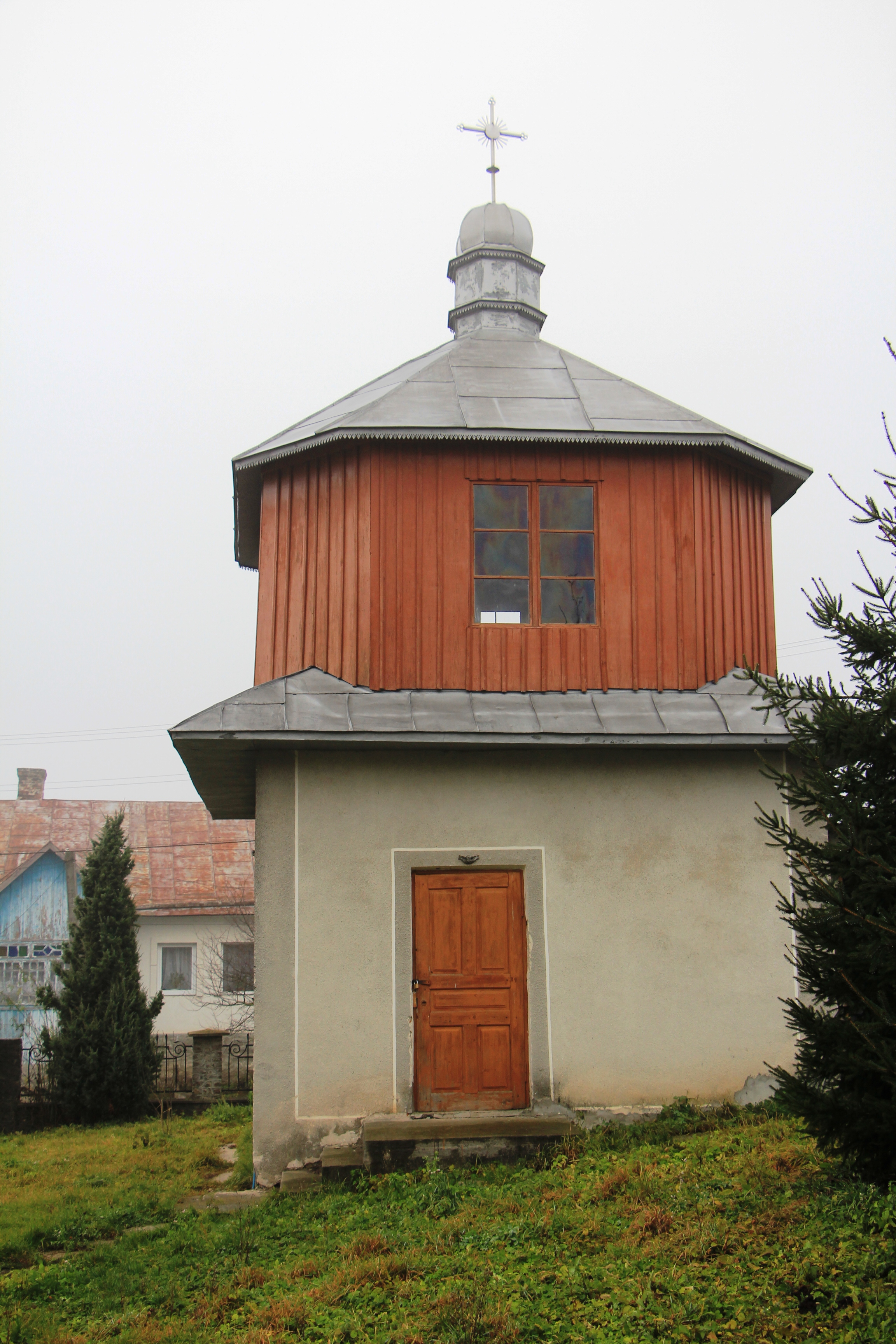
Дзвіниця церкви Введення Пресвятої Діви Марії 1873
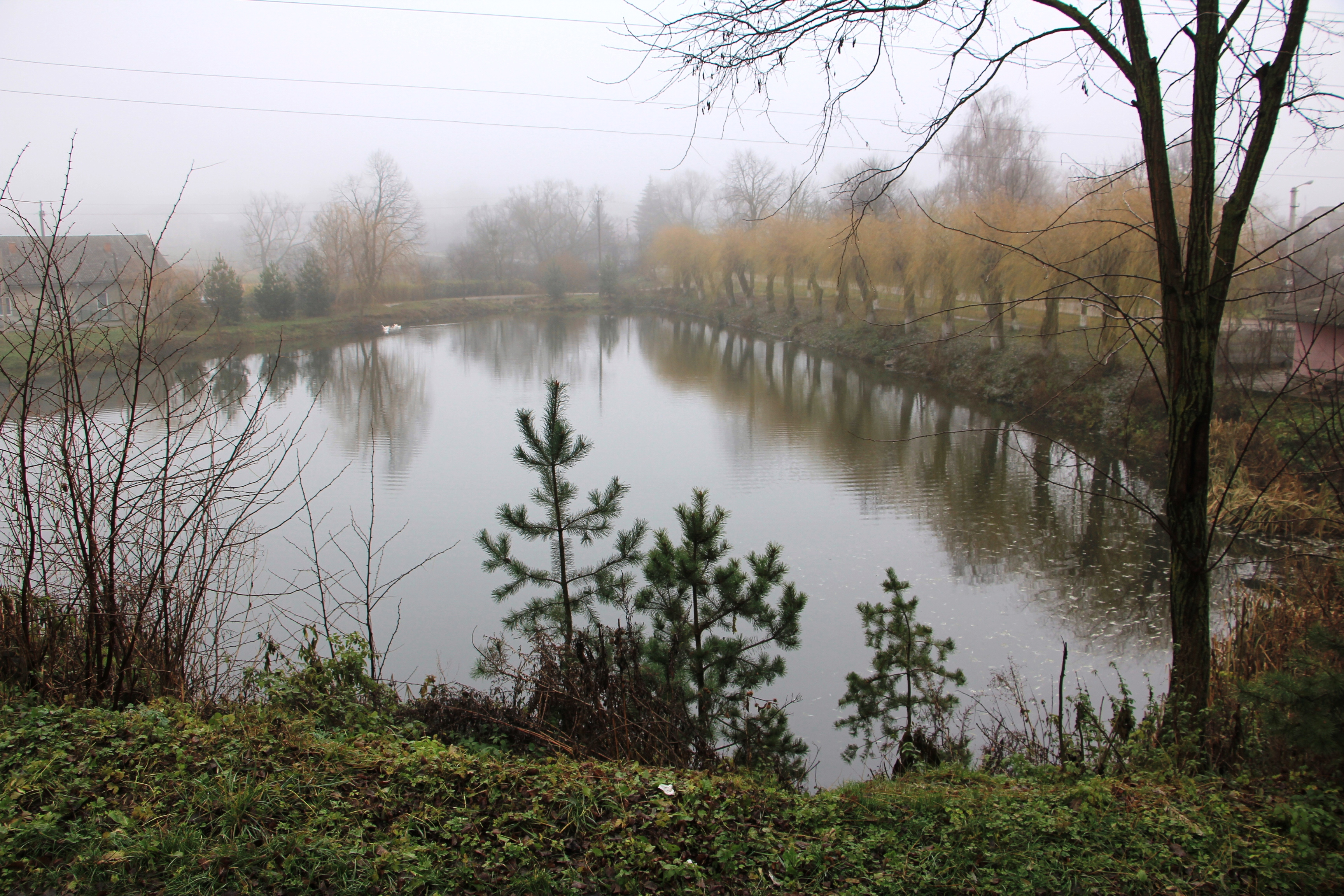
Ставок біля церкви
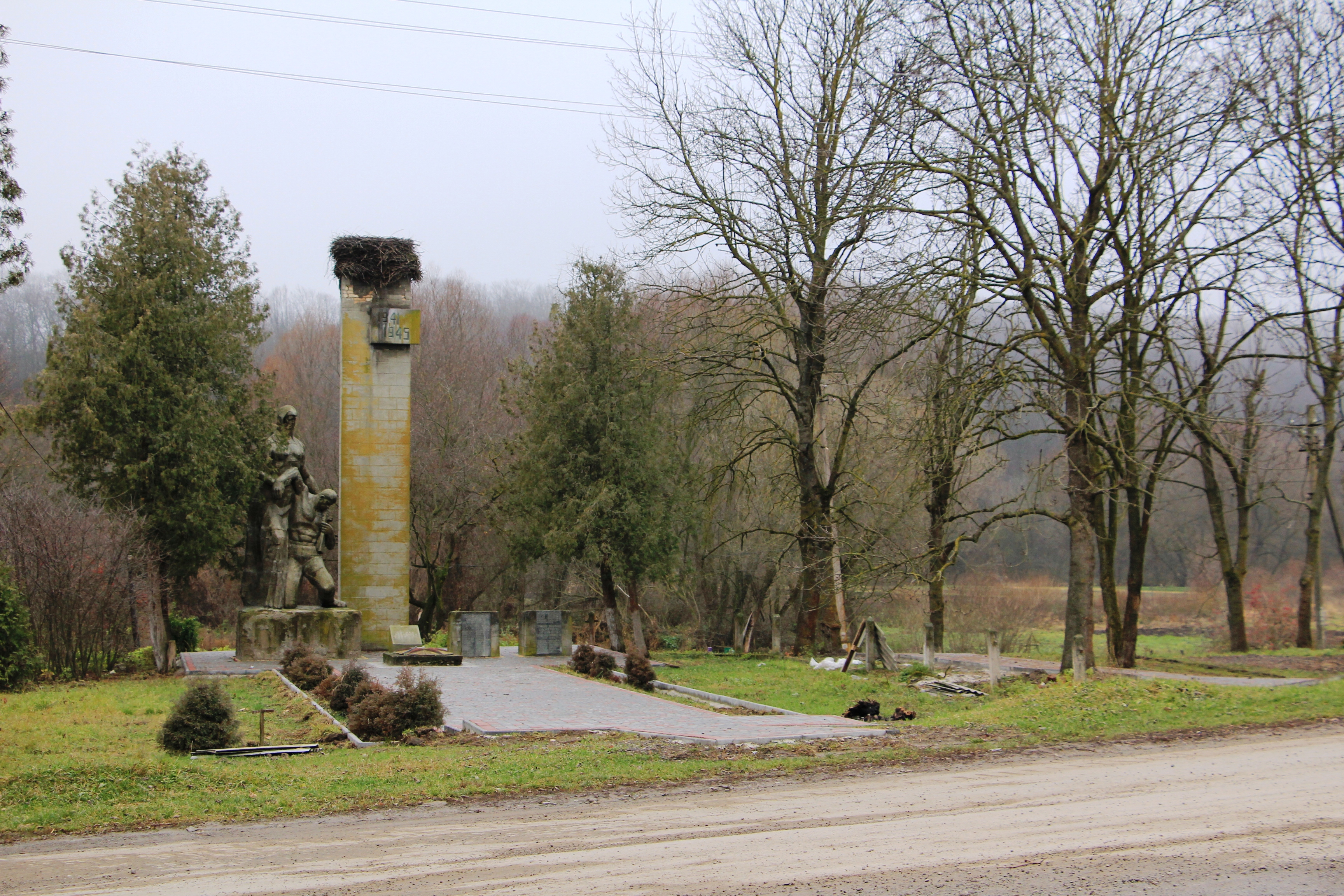
Пам'ятник воїнам-землякам, полеглим у німецько-радянській війні
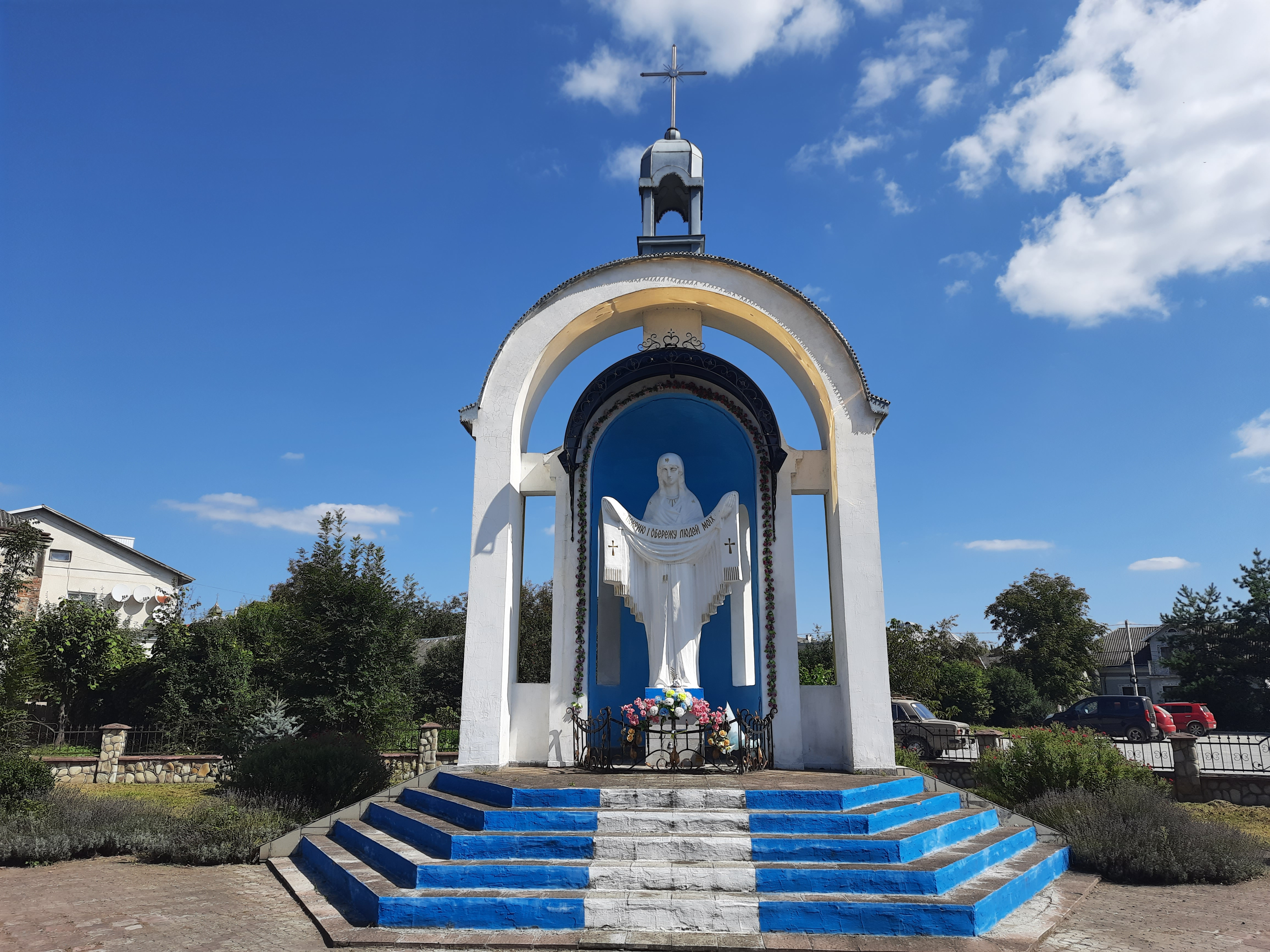
Статуя Божої Матері
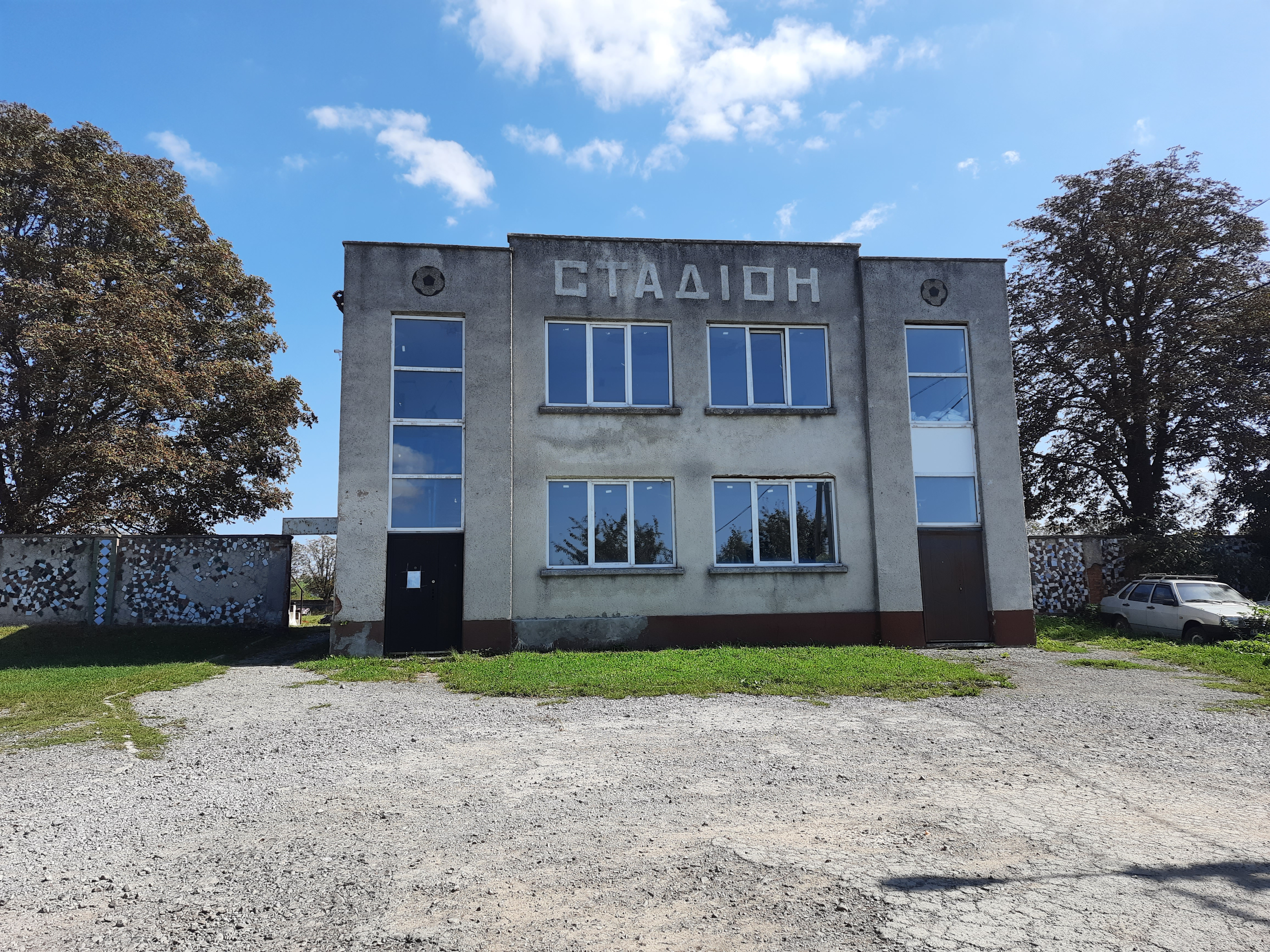
Стадіон